# Юм, Дэвид
Дэвид Юм (англ. David Hume /hjuːm/; родившийся как Дэвид Хоум, англ. David Home; 26 апреля (7 мая) 1711 — 25 августа 1776) — философ эпохи шотландского Просвещения, историк, экономист, библиотекарь и эссеист, который сегодня наиболее известен своей очень влиятельной системой философского эмпиризма, скептицизма и натурализма.
Начиная с «Трактата о человеческой природе» (1739—1740), Юм стремился создать естественную науку о человеке, которая исследовала бы психологическую основу человеческой природы. Юм возражал против существования врождённых идей, утверждая, что всё человеческое знание происходит исключительно из опыта. Это ставит его рядом с Фрэнсисом Бэконом, Томасом Гоббсом, Джоном Локком и Джорджем Беркли как британского эмпирика.
Юм утверждал, что индуктивное умозаключение и вера в причинность не могут быть обоснованы рационально; вместо этого они являются результатом обычаев и умственных привычек. На самом деле мы никогда не воспринимаем, что одно событие вызывает другое, а только переживаем «постоянное соединение» событий. Эта проблема индукции означает, что для того, чтобы сделать какие-либо причинные выводы из прошлого опыта, необходимо предположить, что будущее будет напоминать прошлое, — это предположение, которое само по себе не может быть основано на предшествующем опыте.
Противник философских рационалистов, Юм считал, что человеческое поведение определяется скорее страстями, чем разумом, и провозгласил, что «Разум есть и должен быть лишь рабом аффектов». Юм также был сентименталистом, считавшим, что этика основана на эмоциях или чувствах, а не на абстрактных моральных принципах. Он с самого начала придерживался натуралистических объяснений моральных феноменов, и обычно считается, что он первый ясно изложил проблему «есть — должен», или идею о том, что констатация факта сама по себе никогда не может привести к нормативному выводу о том, что должно быть сделано.
Юм также отрицал, что у людей есть действительное представление о себе, полагая, что мы испытываем только набор ощущений, а самость — это не что иное, как связка причинно связанных восприятий. Компатибилистская теория свободы воли Юма считает причинный детерминизм полностью совместимым со свободой человека. Его взгляды на философию религии, включая отказ от чудес и аргумента от замысла в пользу существования Бога, были особенно противоречивыми для своего времени.
Юм оказал влияние на утилитаризм, логический позитивизм, философию науки, раннюю аналитическую философию, когнитивную науку, теологию и многие другие области и мыслителей. Иммануил Кант считал Юма вдохновителем, пробудившим его от «догматического сна».

## Биография

### Детство и юность
Дэвид Юм родился в 1711 году в семье небогатого шотландского дворянина, занимавшегося юридической практикой, владельца небольшого поместья. Отец, Джозеф Юм (1681—1713), был адвокатом и принадлежал к древнему дому Хьюмов; поместье Найнвелс, примыкающее к селению Чернсайд близ Берик-апон-Туида, принадлежало семье с начала XVI века. Дэвид стал третьим ребёнком в семье, у него были брат и сестра: Джон Юм (1709—1786) и Кэтрин Юм (род. 1710). Отца он потерял в детстве и, как младший сын, унаследовал менее 50 фунтов годового дохода. Мать Юма, Кэтрин Юм, урождённая Фолконер (1683—1745), была дочерью сэра Дэвида Фолконера (1640—1685), главы судейской коллегии. Она полностью посвятила себя воспитанию детей — Джона, Кэтрин и Дэвида. Большое место в домашнем воспитании занимала религия (шотландское пресвитерианство), и Дэвид впоследствии вспоминал, что верил в Бога, когда был маленьким. С 1723 года Юм посещал Эдинбургский университет, где получил основы юридического образования, а также знание древнегреческого языка.
В 1726 году Юм по настоянию семьи, считавшей его призванным к адвокатской деятельности, оставил университет.
Один из биографов Юма так пишет о юношеских интересах будущего мыслителя:

Всё, на что обращал Юм своё внимание и на чём он сосредоточивал свой интерес, — это польза; с этой лишь точки зрения он обсуждал те предметы и явления, на которых останавливался его проницательный взгляд. Трудно представить себе более бесстрастный темперамент, менее увлекающуюся натуру. В своей прозаичности Юм доходил до полного непонимания красоты и до неумения наслаждаться ею. Живопись, скульптура и музыка решительно не существовали для этого сухого и строгого мыслителя; а в своих суждениях о крупнейших литературных произведениях он обнаруживал такое отсутствие художественного чутья, такую пристрастную и несправедливую оценку, какие решительно трудно понять и допустить в человеке, способном к самым остроумным и метким суждениям, раз дело касалось социальной и политической философии.
— Сабинина М. В. Давид Юм, его жизнь и философская деятельность. Биографический очерк
Уже в юности Юм проявлял особый интерес к философии и литературе. Он много размышлял о вопросах нравственности и первое время думал, что одни такие размышления непосредственно сами по себе перерождают нравственную природу человека. С 20 лет он начал записывать свои мысли о религии, но впоследствии сжёг тетрадь, в которой они были записаны. Родственники желали, чтобы он занимался правом, но его влекло к Цицерону и Вергилию.
Напряжённая умственная деятельность молодого Юма не прошла для него даром. На восемнадцатом году здоровье Юма сильно пошатнулось; появились упадок духа и вялое отношение даже к тому, чем раньше он занимался с таким жаром. Это привело его к решению круто переменить образ жизни. В 1734 году он переехал в Бристоль, где пробовал исполнять должность конторщика в торговом доме, но через несколько месяцев понял, что у него нет ни малейшей склонности к такого рода занятиям.
Потерпев неудачу на коммерческом поприще, он отправился в том же 1734 году на три года во Францию — в Париж и Реймс. Значительную часть времени (2 года) он провёл в школе (колледже) Ла-Флеш, где когда-то учился Рене Декарт.

### Литературные и философские опыты
После возвращения на родину Юм начал философскую деятельность: в 1738 году были опубликованы первые две части «Трактата о человеческой природе». Прежде всего, Юм рассматривает вопросы об определении достоверности какого-либо знания и убеждённости в нём. Юм считал, что знание основано на опыте, которое состоит из восприятий (впечатления, то есть, человеческие ощущения, аффекты, эмоции). Под идеями разумеются слабые образы этих впечатлений в мышлении и рассуждении. Вторая часть была посвящена психологическим аффектам. Через год вышла третья часть трактата, посвящённая морали и нравственности.
Работа Юма не вызвала ожидаемой бурной дискуссии в интеллектуальной среде. Наоборот, работу фактически проигнорировали. Пошли слухи, что автор — атеист. Последнее обстоятельство не раз оказывалось непреодолимым препятствием на пути к получению Юмом преподавательской должности, хотя Юм прилагал много усилий, чтобы добиться этого. Так в 1744 году он тщетно надеялся получить в родном Эдинбурге кафедру этики и пневматической философии, он проиграл конкурс Уильяму Клегхорну. То же произошло и в университете Глазго, где преподавал Фрэнсис Хатчесон, куда Юм не раз пытался устроиться, но безуспешно.
С 1741 по 1742 год Юм опубликовал свою книгу «Моральные и политические очерки (эссе)», посвящённую политическим и политико-экономическим темам. Именно эта работа принесла автору известность и популярность.
В 1745 году Юм принял предложение юного маркиза Анненделя жить с ним в качестве наставника и репетитора. Воспитанник Юма был психически нездоровым юношей, которого нельзя было ни учить, ни развивать так, как этого желал бы воспитатель-философ. Юму в течение целого года пришлось перенести много обид от дяди молодого маркиза, заведовавшего всеми делами лордов Анненделей. Аннендели не заплатили Юму условленного жалованья; ему пришлось вести длинный процесс, чтобы получить свой заработок (процесс затянулся до 1761 года) Сам Юм в автобиографии этот эпизод с невыплаченным жалованьем не упоминает.
После этого Юм стал секретарём генерала Сент-Клэра (1746), с которым отправился в военную экспедицию против французской Канады. Экспедиция ограничилась крейсированием у берегов Франции. Вместе с генералом Юм побывал в составе военных миссий в Вене и Турине, а также Голландии и германских землях (1747—1749).
В 1748 году Юм начал подписывать сочинения своим именем.

### Дальнейшее творчество и признание

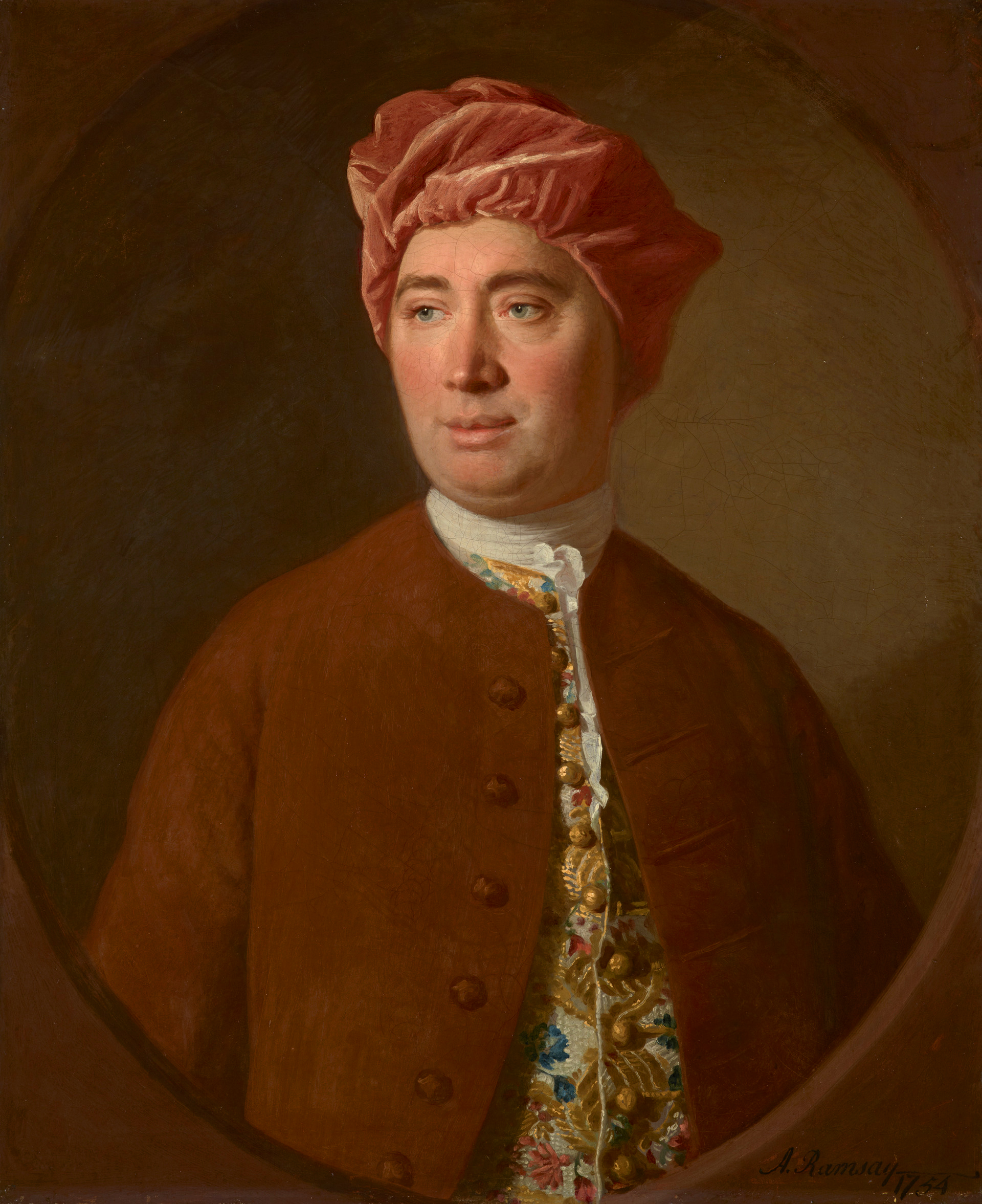
Портрет Д. Юма работы А. Рэмзи, 1754 год.

Находясь в Италии, Юм переработал первую книгу «Трактата о человеческой природе» в «Исследование о человеческом познании». Это было сокращённое и упрощённое изложение теории познания Юма. В 1748 году данная работа была издана в Англии, но она вновь, как и «Трактат…», не привлекла к себе ожидаемого внимания общественности. Не вызвало большого интереса и сокращённое изложение третьей книги «Трактата…», которое под названием «Исследование о принципах морали» вышло в свет в 1751 году.
В 1750-х годах Юм занимался написанием истории Англии. Этим трудом он пробудил к себе ненависть со стороны англичан, шотландцев, ирландцев, церковников, патриотов и многих других. Но после выхода второго тома «Истории Англии» в 1756 году общественное мнение резко изменилось, и при появлении следующих томов издание нашло значительную аудиторию не только в Англии, но и на континенте. Всего Юмом было написано шесть томов, два из них были им переизданы. Тираж всех книг разошёлся полностью. Юм писал: «…я сделался не только обеспеченным, но и богатым человеком. Я вернулся на родину, в Шотландию, с твёрдым намерением более не покидать её и приятным сознанием того, что ни разу не прибегал к помощи сильных мира сего и даже не искал их дружбы. Так как мне было уже за пятьдесят, то я надеялся сохранить эту философскую свободу до конца жизни».
Уже в 1751 году литературную славу Юма признали в Эдинбурге. В 1752 году Общество юристов избрало его хранителем Адвокатской библиотеки (ныне Национальная библиотека Шотландии). Были и новые огорчения — провал на выборах в университет Глазго и попытка отлучения от Шотландской церкви.

### Деятельность во Франции и отношения с просветителями
В 1763 году, после окончания войны между Англией и Францией (Семилетней войны), Юм в качестве секретаря британского посольства при Версальском дворе был приглашён в столицу Франции маркизом Гертфордом, назначенным на пост английского посланника. До начала 1766 года он находился на дипломатической службе в Париже, причём в последние месяцы исполнял обязанности британского поверенного в делах. В Париже его ожидали яркие отношения с графиней де Буффлер.
Здесь он получил признание за свой труд по истории Англии. Критику Юма в адрес религиозных фанатиков одобрили Вольтер и К. А. Гельвеций. Их интересы и взгляды во многом сходились.
Ещё до приезда во Францию Юм стал переписываться с К. А. Гельвецием и Ш. Монтескьё. Особенно тесная дружба у него возникла с Даламбером. Юм состоял в переписке и с Вольтером, хотя лично с ним никогда не встречался. Юм дружил и с Руссо, а на званых обедах у Гольбаха он всегда был желанным собеседником. Особенное впечатление на Гельвеция, А. Тюрго и других просветителей произвела «Естественная история религии», вышедшая в 1757 году в сборнике «Четыре диссертации».
Отношение Юма к французским просветителям было сдержанным. В письме к Э. Милляру, своему издателю, Юм признавался, что предпочитает пойти на мировую с церковниками, чем вслед за Гельвецием ввязаться в резкую и опасную перепалку с ними. Известны иронические высказывания Юма о деизме Вольтера и его замечания о «догматизме» «Системы природы» П. А. Гольбаха.
Дружба Юма с Ж.-Ж. Руссо закончилась тем, что друзья, в итоге, превратились во врагов. Впрочем, уже в одном из писем от января 1763 года Юм жаловался на нежелательную «экстравагантность» руссоистских рассуждений и их «непривычность» для английского читателя. В 1766 году Юм возвратился на Британские острова. Тогда же Юм пригласил в Англию преследуемого во Франции Руссо, которому король Георг III был готов предоставить убежище и средства к существованию. Юм принялся хлопотать об устройстве своего друга и приобрёл для него дом в одном из городов Дербишира. Руссо, впрочем, не нашёл признания среди английской публики и со всей запальчивостью раздражительного человека напал на Юма, якобы виновника его неудачного переселения в Англию. Он обвинял Юма во враждебном к нему отношении, пустил слух о «заговоре» Юма и парижских philosophes, которые якобы решили его, Руссо, «обесславить», и даже начал рассылать письма с этими обвинениями по всей Европе. Вынужденный защищаться, Юм опубликовал «Краткое и истинное объяснение спора между г-ном Юмом и г-ном Руссо» (англ. A Concise and Genuine Account of the Dispute between Mr. Hume and Mr. Rousseau, 1766). В следующем году Руссо покинул Англию.

### Последние годы жизни
До 1768 году Юм занимал пост помощника государственного секретаря по делам северных территорий.
В 1769 году Юм уходит в отставку и возвращается в родной город — весьма богатым (с годовым доходом в 1000 фунтов). В том же году Юм создал в Эдинбурге Философское общество, где он выступал в качестве секретаря. В данный кружок входили: Адам Фергюсон, Адам Смит, Александр Монро, Уильям Каллен, Джосеф Блэк, Хьюдж Блейр и другие.
Всего за свою жизнь Юм написал сорок девять очерков, которые в различных сочетаниях ещё при жизни их автора выдержали девять изданий. В их число вошли и очерки по экономическим вопросам, и собственно философские эссе — «О самоубийстве» и «О бессмертии души», и отчасти морально-психологические опыты: «Эпикуреец», «Стоик», «Платоник», «Скептик». Точное определение времени написания многих очерков Юма затруднительно. Следуя традициям философов-эссеистов М. Монтеня и Ф. Бэкона, Юм излагает свои взгляды так, чтобы читателю ясно были видны вытекающие из них практические выводы и приложения.
Незадолго до смерти Юм написал «Автобиографию». В ней он описывал себя как кроткого, открытого, общительного и весёлого человека, имевшего слабость к литературной славе, которая, правда, «никогда не ожесточала моего характера, несмотря на все частые неудачи».
В начале 1770-х годов Юм не раз возвращался к работе над своим последним крупным произведением «Диалоги о естественной религии», первый набросок которых относится ещё к 1751 году. Предшественником этих «диалогов» была, по-видимому, выпущенная в свет Юмом анонимно в 1745 году брошюра по вопросам религии. Эта брошюра до сих пор не найдена.
Юм так и не решился опубликовать при жизни «Диалоги…», не без оснований опасаясь преследований со стороны церковных кругов: начиная с 1770 года профессор из Абердина Джемс Битти пять раз публиковал яростный антиюмовский памфлет «Опыт о природе и непреложности истины: против софистики и скептицизма». Но когда весной 1775 года у Юма обнаружились первые признаки серьёзного заболевания, он решил позаботиться о посмертной публикации своего последнего сочинения и включил в завещание особый пункт об этом. Его душеприказчики достаточно долго уклонялись от выполнения этого пункта, также опасаясь серьёзных неприятностей.
Весной 1775 года у Юма проявились симптомы болезни, которые вначале не внушали ему никаких опасений. Болезнь, однако, оказалась неизлечимой и смертельной. Юм скончался через год от рака кишечника (по другим данным — печени) в своём доме на Сент-Дэвид-стрит в Новом городе 25 августа 1776 года в возрасте 65 лет.
Сообщение А. Смита о том, как философ провёл свои последние дни, которое одновременно было послано 9 ноября 1776 года как открытое письмо издателю сочинений Юма, вызвало скандал среди эдинбургской публики. А. Смит писал, что Юм делил последние часы жизни между чтением Лукиана и игрой в вист, иронизировал над сказками о загробном воздаянии и острил по поводу наивности собственных упований на скорое исчезновение религиозных предрассудков народа.
Тогда же эдинбургские пасторы и оксфордские теологи выпустили в свет несколько брошюр против покойного философа.
У могилы Юма в течение недели пришлось держать стражу, чтобы не позволить эдинбургским религиозным фанатикам осквернить место захоронения мыслителя.
На своей могильной плите Юм завещал сделать следующую надпись: «Дэвид Юм. Родился 26 апреля 1711 года, умер 25 августа 1776 года». «Предоставляю потомству, — сказал он, — прибавить остальное».

## Философия

### Общие положения
Историки философии, в основном, сходятся на том, что философия Юма в части гносеологии носит характер скептицизма. Однако если традиционный античный скептицизм в рамках принципа «Εποχή», по словам самого Секста Эмпирика, лишь разрушал огнём сомнения любое положительное знание о мире, не предлагая никакого иного выхода, кроме «воздержания от суждения», то юмовский скептицизм имеет скорее методологический, чем онтологический характер. И. Кант, характеризуя юмовский подход, высказал известное замечание по поводу посадки Юмом «корабля познания» после пробоины «догматизма» на «мель скептицизма» — то есть трактуя задачу Юма не в контексте тотального скепсиса как базовой философской стратегии, но в плане предварительной зачистки познавательного пространства, необходимого для дальнейших исследовательских ходов. Этот подход представляется тем более оправданным и верным, поскольку сам Юм рассматривал гносеологию как предварение этики и политики в рамках вопроса «что мы можем знать?».
Большое влияние на Юма оказали идеи эмпиристов Джона Локка и Джорджа Беркли, а также Пьера Бейля, Исаака Ньютона, Сэмюэла Кларка, Фрэнсиса Хатчесона и Джозефа Батлера. Однако на Юма повлияли также и рационалисты: Декарт, Лейбниц и др.
Структурно начиная изложение своей философии с теории познания, Юм в первом крупном своём произведении «Трактат о человеческой природе» (1739—1740), тем не менее, указывает на подготовительный характер гносеологии в контексте его общефилософской системы. Из этих комментариев напрямую следует вторичный характер гносеологических построений в контексте более важных, на его взгляд, философских задач, а именно — проблем морали и нравственности, а также социального взаимодействия людей в современном обществе. Позднее же именно познавательная проблематика выйдет на первый план (в «Исследовании о человеческом познании» (1748—1758) она будет центральной) юмовской философии в том числе и у его критиков, оттеснив и оттенив всё остальное.

### Теория познания
Традиционно теория познания Юма рассматривается как один из изводов эмпиризма-сенсуализма XVIII столетия. Действительно, Юм исходил из того, что наше познание начинается с опыта. Однако, считал он подобно другим своим коллегам вроде Дж. Локка и Дж. Беркли, оно никогда не сводится только лишь к простому копированию опыта: в нашем познании мы всегда имеем попытки выйти за опытные рамки, дополнить опытные данные связями и выводами не представленными в опыте непосредственно, объяснить то, что непонятно и неясно из данности самого лишь опыта. Наконец, наше познание всегда тесно связано с фантазиями и созданием несуществующих объектов и миров, а также содержит в себе широкие возможности самого разного рода заблуждений. Опыт даёт познанию лишь «сырой материал», из которого познавательная активность ума получает конкретные познавательные результаты и на основе которого выстраивает общий вид познаваемой реальности.
Свою задачу Юм видит следующим образом: на основании достижений экспериментальной науки дать полное и точное описание природы человека во всех его проявлениях — познании, аффектах, морали и нравственности, политики, религии и т. д. Несомненные успехи естествознания в своих областях должны служить здесь дополнительным стимулом к исследовательской работе. Однако для того, чтобы экспериментальный метод правильно применить, необходимо разобраться в самой сути указанного метода как гносеологического явления, ядром которого, как известно, является всё тот же крайне широко трактуемый опыт.

#### Эмпиризм и скептицизм
Обнаружить опыт среди содержания нашего ума очень просто — с ним связаны наиболее сильные яркие и красочные перцепции последнего, тогда как содержание памяти и воображения всегда будет более бледным по отношению к первичному опыту. Опыт состоит, таким образом, из ярких насыщенных впечатлений, впечатления же делятся на внутренние (аффекты или эмоции) и внешние (восприятия или ощущения (perceptio)). Идеи (воспоминания памяти и образы воображения) суть «бледные копии» впечатлений. Всё содержание ума состоит из впечатлений и идей — то есть, впечатления (и идеи как их производные) суть то, что составляет содержание нашего внутреннего мира, если угодно — души или сознания (в рамках своей оригинальной теории познания Юм подвергнет сомнению и существование двух последних в субстанциональном плане).
Внешние впечатления уже даны уму в опыте определённой связи друг с другом (так я вижу проезжающий мимо автомобиль, падающий снег и пешеходов на тротуаре и т. д.), однако ум имеет возможность в собственных идеях как просто копировать и воспроизводить эти связи (в памяти), так и выстраивать свои собственные связи (в воображении). После восприятия материала познающий ум всегда обрабатывает эти представления — он складывает простые идеи в сложные и разлагает сложные идеи в простые.
Как правило, впечатления сами по себе являются источниками сложных (разложимых) идей, тогда как простые (далее неразложимые, атомарные) идеи являются продуктами работы ума, однако, подчёркивает Юм, какую бы идею в нашем уме мы бы не взяли, всегда можно теоретически проследить её связь со впечатлением её породившим, допуская атомарность любых перцепций.
Идеи, таким образом, могут быть
а) выделены умом сами по себе как простые слепки впечатлений,
б) даны в определённой последовательности и связи как копии последовательности впечатлений,
в) могут представлять собой произвольно переработанный умом продукт впечатлений и через эту переработку выходить за пределы данности впечатлений-восприятий или достраивать её в случае надобности.
Сложные идеи могут быть трёх видов — отношения, модусы (свойства, например, округлость как свойство множества тел или влажность как свойство жидкостей) и субстанции (основания и начала множеств, например, материя или дух).
Как и любая сложная идея, все три вида представляют собой лишь суммы простых идей, даже не всегда присутствующих в одном месте (модус), каждый вид обладает различной по силе иллюзией собственной гносеологической и онтологической состоятельности. Если абстрактность модусов обнаруживается сразу, то абстрактность отношений (о природе субстанций будет сказано ниже) нуждается в дополнительных разъяснениях.
Отношения между идеями возможны следующие: тождества, сходства и различия, качества и количества (числа), смежности в пространстве и времени, противоположности и причинно-следственной связи. Следует обратить внимание, что речь здесь идёт исключительно об отношениях между идеями в уме и только между ними, а не между реальными объектами вне ума. Выше уже было показано, что опыт даёт уму определённую картину внешних впечатлений (восприятий), ум же может эту картину как копировать, так и перестраивать и дополнять (если считает её неполной) — то есть, менять отношения между идеями и их связи.
Отношения при этом делятся на две группы, поскольку ум при соединении идей в сложные идеальные конструкции может:
а) никак не изменять идеи (так от идеи шара нельзя отнять идею отрезка, свободно вращающегося вокруг одной из вершин, к идее треугольника нельзя прибавить идею четвёртой прямой; идея треугольника строго соединена с идеей суммы его углов равной 180 градусам, а идея окружности — с 360 градусами; идея (a + b) равна (b + a) и не равна (a − b), a + a = 2a, A = A, A не есть B, если a > b и b > c, то a > c и т. д.); такой тип связи характерен для отношений тождества, качества, количества, противоположности;
б) изменять сами идеи (так к идее шара можно прибавить идеи цвета, движения, покоя, взаимодействия с другим шаром или иной фигурой и т. д.), которые превращаются в аналог детских кубиков-кирпичиков; ум свободно выстраивает из них «башню» или «город в пять минут», «самый прекрасный остров на земле» или «кентавра», научный закон или предположения о погоде на завтра; такой тип связи присущ отношениям сходства, смежности во времени и пространстве и причинно-следственным связям.
В первом случае ум всегда имеет дело только с так называемыми «необходимыми» истинами (то есть истинами, которые не просто не могут произвольно изменяться, но которые иными нельзя даже представить (продемонстрировать) — сам их характер исключает для ума какое-либо иное положение вещей). Такого рода истины мы встречаем в математическом познании, а также в формальной логике. Это знание Юм полагает внеопытным (априорным), несмотря на то, что опыт является источником всех идей ума: в данном случае извлечённые из опыта простые идеи чисел, фигур, их соотношений и правил их соединения выступают как структурные единицы аналитического (дедуктивного) вывода на своей основе свойств новых сложных идей и их связей (простая идея точки порождает идею прямой как расстояния между двумя точками, идея прямой порождает идею угла, треугольника и т. д., идея единицы, прибавляемой к числу порождает идею числового ряда, деление же на единицу даёт число взятое в своей целостности («один раз»)). Только на этой почве ум может что-то знать — знать в смысле владения строгими, неизменными, необходимыми истинами.
Замечание: Здесь Юм вмешивается в одну из научных дискуссий, начатую во времена Р. Декарта, то есть, в начале эпохи классической науки Нового Времени, но продолжающуюся и поныне, а именно — в спор об истоках и природе математики — алгебры, арифметики, геометрии — Юм настаивает на её аналитической природе и отдаёт её целиком и полностью во владение уму. Однако такое признание в устах Юма звучит как приговор: математические истины относятся только к построенному умом миру идей и не могут иметь никакого отношения к внешнему миру как источнику всех внешних впечатлений. Более того, их аналитический характер лишает их какой-либо содержательности: все суждения математики могут выступать лишь как прояснения изначальных посылок, но не в качестве источника принципиально нового («синтетического») знания.
Получается так, что именно здесь ум стоит на твёрдых ногах и не менее твёрдой почве — поскольку именно здесь эффективно работают две важные интеллектуальные практики ума (разума-рассудка): интуитивная (непосредственное наглядное усмотрение истины умом как стихийное простое согласие с самим собой) и демонстративная (убеждение ума в невозможности иных вариантов ассоциации идей, когда эта невозможность демонстрируется уму опять же наглядно). Тем не менее, знание, основанное на отношениях идей, обновляясь, расширяясь и развиваясь, остаётся лишь знанием о собственном внутреннем мире ума как его бесконечное прояснение (аналитика). Может ли ум получить подобное (необходимое) знание, но синтетического характера? Источником такого знания отношения первой группы быть не могут, но ведь есть ещё отношения второй группы — сходства, смежности и каузальности.
Однако в этом случае ум упирается в сложную и, как окажется, неразрешимую задачу: как из наличного знания (информации, идей) получить не просто новое знание (новые идеи), но знание, сохраняющее при этом все характеристики необходимой истины, не случайное? Иначе говоря, как из одного факта (идеи факта) вывести с необходимостью наличие другого факта (другой идеи другого факта), если сами по себе идеи атомарны, друг от друга отграничены и могут быть произвольно поставлены как в одни, так и в иные, противоположные отношения?.
Ум может свободно объединять (ассоциировать) идеи за пределами ряда впечатлений-восприятий, как указывалось выше, по сходству, смежности в пространстве и времени, а также наличием каузальной связи между ними. Первые два отношения, очевидно не содержат в себе никакой необходимости, поскольку ум может представить любую вещь, как сходную с данной, так и смежную с ней в пространстве и времени. В качестве отношения, возможно, содержащего необходимость остаётся, таким образом, только причинно-следственная связь. Именно так она выступала в современном Юму классическом естествознании Нового Времени. Однако анализ причинности, предпринятый Юмом, показывает изначальную невозможность необходимости таких ассоциаций поскольку
а) опыт сам по себе никакой необходимой ассоциации идей не даёт, он даёт лишь то, что дано ему опытом, а именно — их порядок в восприятиях;
б) ум также не может дать такой ассоциации, поскольку здесь невозможна ни интуиция, ни демонстрация.
Невозможность необходимости любых отношений идей второго типа не просто обосновывается Юмом, но и демонстрируется им, что делает картину ещё проще и яснее: если ассоциация идей является необходимой, то все иные ассоциации автоматически становятся невозможны (или — демонстративно очевидно не истинны) подобно тому как невозможно представить треугольник в евклидовой геометрии с суммой углов больше или меньше 180 градусов, (a+b) неравным (b+a) или окружность меньше или больше 360 градусов. Мы видим, что тело с высоты падает вниз. Но можно представить (не увидеть!) и обратное — здесь работает воображение как способность ума, которой ничего не стоит вообразить тела, летящие вверх, солнце, встающее не на востоке, а на западе и т. д. точно так же, как мы с лёгкостью можем вообразить снег за окном в ясную погоду. Любой каузальный ряд может быть
а) развёрнут воображением обратно от следствия к причине;
б) представлен как альтернатива иного ряда;
в) описан как случайная последовательность фактов во времени даже в случае их многократного повторения.
Таким образом Юм не только обнаруживает и описывает традиционную слабость индуктивного метода (как базового метода эмпиризма), но и показывает невозможность любого необходимого (а значит — строго-истинного) синтетического познания.

То, что ложно в силу демонстративного доказательства, заключает в себе противоречие, а то, что заключает в себе противоречие, невозможно представить. Но когда речь идёт о чём-либо фактическом, то, каким бы сильным ни было доказательство из опыта, я всегда могу вообразить противоположное, хотя не всегда могу поверить в него.
— Юм Д. Сокращённое изложение «Трактата о человеческой природе»
При этом Юм не утверждает, что связь (каузальная или любая другая имеющая характер необходимости) между фактами (идеями фактов) полностью отсутствует, он лишь утверждает, что её не содержит никакой опыт. Наши истины сами по себе вполне могут иметь необходимый характер, однако наш ум никак не может этот характер обнаружить и обосновать. Связь между впечатлениями дана в опыте, но ум никак не сможет однозначно заявить, что она необходима. Связь между идеями может быть произведена умом, но ум никогда не сможет сказать, что противоположная связь полностью исключена. Иначе говоря, ум не в силах обнаружить сам принцип необходимости в своей работе по ассоциации простых и сложных (при этом неизменных в ходе изменений отношений между ними) идей — соединение возможно и одним и другим и третьим способом, даже если эти способы дают противоположный результат. Поэтому ум никогда не в состоянии самостоятельно определить, какой способ соединения идей является правильным — этот принцип обнаруживается не в уме, а вне его, как некая трансценденция, о которой ум сам по себе не может сказать ничего. Единственным способом определиться для ума становится, таким образом, следование опыту и порядку данных в нём впечатлений-восприятий.
Дело в том, что следуя за впечатлениями-восприятиями, ум невольно подчиняется их порядку и привыкает ожидать некоторые повторяющиеся связи перцепций (яблоко — круглое, материальное тело падает вниз, солнце каждое утро встаёт на востоке). Привычка ума ожидать определённый порядок перерастает в убеждение, а затем — в веру (англ. belief), что так с необходимостью будет происходить всегда. Ум, таким образом, обнаруживает принцип ассоциации идей по сходству, смежности и причинности не в самом себе, не сам по себе, но вне себя, не отвечая при этом на вопрос о происхождении этого принципа или его природе и не измышляя на этот счёт никаких гипотез.
Таким образом, разум оказывается бессилен самостоятельно обосновать идею причинности (как и сходства, и смежности) как необходимой связи между идеями. Он лишь использует уже данный ему ряд восприятий в своих построениях, слепо следуя за ним, и доверяя ему, но не освещая путь познающему своим светом. Как отмечал И. Ньютон, характеризуя базовую установку Нового времени, «не следует измышлять на авось каких-либо бредней, не следует также уклоняться от сходственности в природе, ибо природа всегда и проста, и всегда с собой согласна» Это нужно принять как должное — ум должен отказаться от выдвижения бесплодных и пустых гипотез, иначе ум (разум) не сможет ничего открыть и ничего познать. Ограничивая, таким образом, разум, мы освобождаем его от его же иллюзий для его же познавательной работы. Разум может следовать за опытом, может сомневаться в опыте, но он чётко должен понимать момент отрыва от всякого опыта.
По мнению самого Юма, речь не идёт о принижении разума — речь идёт о том, что разум начинает видеть свои собственные силы и возможности, удерживаясь от фантазий там, где в фантазии уйти проще всего. Величие разума в том, чтобы сказать в ответ на вопрос «я не знаю» — если вопрос действительно не имеет ответа на основе опыта.

#### «Внешний мир» (субстанция) и эмпирический субъект
Вскрытие несамостоятельности ума в вопросе о причинно-следственных связях стало первым шагом не столько изгнания и дезавуирования разума, сколько самообнаружения умом-разумом своего подлинного места в познавательном процессе — не как демиурга, но лишь как Кая, складывающего непонятно откуда взявшееся слово «вечность» из непонятно откуда взявшихся осколков.
Юм последовательно проводит мысль о том, что
а) ум несамостоятелен в своих построениях и выводах относительно мира и мировых процессов;
б) эта несамостоятельность заключается не только в следовании привычке, убеждениям и вере, но и в невозможности определить истинность или ложность своих построений самостоятельно, без опыта; сами по себе все конструкции ума имеют право на существование и не различаются как истинные и ложные;
в) необходимость, такая важная для ума, теоретически может быть обнаружена в связи идей, но она никак не присутствует в структурах опыта.
Эти выводы вновь и вновь воспроизводятся в разделах, посвящённых идее существования, пространства-времени, силы и энергии и т. д.

Следовательно, руководителем в жизни является не разум, а привычка. Лишь она понуждает ум во всех случаях предполагать, что будущее соответствует прошлому. Каким бы лёгким ни казался этот шаг, разум никогда в течение целой вечности не был бы в состоянии его совершить.
— Юм Д. Сокращённое изложение «Трактата о человеческой природе»
Интеллектуальная практика, таким образом, может с лёгкостью и демонстративностью порождать и осмысливать различия, тогда как природа тождества для различных и самостоятельных идей остаётся изначально вне её, выступая как нечто загадочное, случайное и абсолютно непрозрачное, по поводу чего можно много фантазировать, но чего нельзя постичь (а, значит, и порождать-утверждать) с необходимостью. Тождественны числа и фигуры, но тождественны ли вещи и их свойства в опыте? Можно тождество заменить сходством — и только лишь. Что значит — то же самое, что и то же самое?..
Тождественность оказывается воистину terra incognita для познающего ума, несмотря на то, что он вынужден производить отождествление постоянно. Каждый объект предстаёт перед умом как отличный от других и самого себя во времени — но и, прежде всего, как тождественный самому себе. Здесь ум выходит на фундаментальную проблему существования субстанции, которая, в случае своего наличия, должна прекратить бесплодные блуждания ума внутри мира атомарных идей и их ассоциации. Субстанциональность может стать основой тождества, в том числе, выступая как общий источник множества.
Но ум начинает блуждать не только в вопросах о необходимости и субстанциональности во внешнем мире, но и в вопросе о собственной субъективности. Что значит — «Я есть Я», данное в опыте и постигнутое через опыт? Вопрос о природе Я так же, как и всё остальное, должен быть сведён в сферу опыта, именно там следует искать ответ на него. Но если задать уму этот вопрос (заметим, вопрос задаётся именно в такой, а не в иной форме: «что есть Я (моё Я) само по себе?»), то у ума нет иной возможности ответить на него, кроме как объявив Я потоком впечатлений. В самом деле — ведь источником всякой информации (и формируемого на её основе знания) являются только впечатления и ничего кроме впечатлений, внутренних и внешних. Какие именно впечатления соответствуют идее «я»? Из какого впечатления она выводится, если это идея простая? Из каких впечатлений она складывается, если она сложная?
Легко обнаружить, что Я присутствует в каждом восприятии, подобно идее существования. «Сегодня днём на улице идёт мокрый снег с дождём» — данное суждение, выражая содержание некого восприятия, утверждает существование дождя, мокрого снега и сегодняшнего дня, а также наличие того, к кому все эти перцепции привязаны (можно назвать его как угодно, например, Я). Я это тот, кто воспринимает, но Я при этом не представляет собой никакого самостоятельного содержания. Я всего лишь сумма восприятий: холода, тепла, дождя, боли, сытости, — но что такое Я помимо всех восприятий, само по себе, ум определить не в состоянии. Он даже не в силах определить существует ли оно объективно (как и существует ли объективно вешний мир) — ибо идея существования всегда присоединяется к тому, о чём ум мыслит, если только ум сознательно не выдумывает «прекрасную гору» или «золотой остров», а пытается постичь мир и себя в нём.
Таким образом, на данном этапе уму ничего не остаётся, кроме как признать бесконечную нетождественность себя самому себе, точнее, незаданность и необнаружимость такой тождественности в первичном потоке восприятий. Вопросы «каково Я эмпирического субъекта?» или «каков само эмпирический субъект?» теряют смысл, ибо пробиться к этому «самому» (то есть, самотождественности) ум не в состоянии: он может её полагать как возможность, но не утверждать.
То же относится и к внешнему миру, данного уму только как поток впечатлений-восприятий. А каков же источник ощущения восприятия? Юм отвечает, что существует, по меньшей мере, три гипотезы:
1. Восприятия — это образы объективных предметов.
2. Мир — это комплекс ощущений восприятия.
3. Ощущение восприятия вызывается в нашем уме Богом, высшим духом.

Юм ставит вопрос, какая же из этих гипотез верна. Для этого надо сравнить эти типы восприятий. Но ум замкнут в границах восприятия, составляющих основу его содержания и не может узнать, что за этими границами находится (хотя — может предположить там некое содержание, что, он, собственно, и делает постоянно (см. «интроекция»), но безосновательно). Значит, вопрос о том, каков источник ощущения — принципиально не разрешимый для нашего ума вопрос. Всё может быть, но мы никогда не сможем это проверить. Никаких рациональных доказательств существования внешнего мира не существует. Наличие объективной реальности нельзя ни доказать, ни опровергнуть — таков общий вывод Юма — что, конечно, ещё не значит утверждения несуществования мира или Я вообще. Юм утверждает лишь невозможность утверждения существования или несуществования материальной (внешней уму) субстанции. Таким образом, для ума не может быть никаких субстанций, точнее говоря, ум не может использовать их качества и свойства для объяснения природы, поскольку сам не укоренён в их бытии, а они — в его.
Иначе: опыт не даёт впечатлений никакой «внутренней» (духовной) или «внешней» (материальной) субстанции.

#### Агностицизм и солипсизм
В 1876 году Томас Генри Хаксли ввёл термин агностицизм для обозначения собственной позиции, которая не могла быть обозначена как атеистическая, теистическая, деистическая, пантеистическая и т. д. В союзники Т. Хаксли призвал Юма и Канта. Хаксли утверждал, что не может ничего утверждать о существовании внешнего мира или о какой-либо необходимости его и в нём. Однако современное понимание агностицизма примитивно связывает эту позицию с простым отрицанием познаваемости мира. Был ли Юм агностиком в последнем смысле?
Действительно, ряд моментов юмовской теории создаёт впечатление, что Юм утверждает абсолютную невозможность познания. Это не совсем так. Скорее, наоборот — Юм утверждает невозможность абсолютного человеческого знания. Содержание сознания ум знает, значит мир в сознании (в нём самом) ему известен. То есть ум имеет как данность мир, который является в нём самом, но он никогда не узнаёт, что есть мир сам по себе, не узнаёт сущности мира, Возможно узнать только его явления, то есть, какие-то внешние случайные отсылки к нему. Такое направление в философии носит название феноменализма. На этой основе построено большинство теорий современной западной философии, утверждающих неразрешимость так называемого основного вопроса философии. Юм же по отношению к феноменализму занимает позицию ещё более осторожную: он не утверждает непознаваемость внешнего мира, он лишь сомневается в ней, утверждает несостоятельность претензий ума на право обладания абсолютной истины, а также возможности познать законодателя природы.
Причинно-следственные связи в теории Юма — это результат привычки, за которой следует ум. Окружающий мир — поток впечатлений, источник которых уму не известен. А человек, человеческое Я, точнее, эмпирический субъект — для ума это пучок восприятий. Этот тот предел заключений ума, выход за рамки которого автоматически порождает «измышление гипотез» самого разного толка — от религиозных до утонченно-философских. И опять же — уму не запрещается измышлять гипотезы, ум лишь должен помнить, что это всего лишь гипотезы.
Заметим, что всё вышесказанное не позволяет характеризовать взгляды Юма как солипсизм, хотя некоторые авторы дают учению Юма и такую, явно ошибочную, характеристику. Учение Юма никак не солипсизм поскольку а) он ставит под сомнение наличие субъекта и его представлений как основы всякой объективной реальности; б) он никак не умаляет эту реальность в пользу субъекта. Эмпирический субъект, познающий реальность своим собственным умом, и реальность, данная ему во всей полноте опыта, абсолютно онтологически равноправны — на этом делает акцент Юм, неоднократно подчёркивая своё неприятие солипсистской позиции.
Таким образом, пытливый ум-разум, стремящийся добраться до самых основ познавательной практики обнаруживает, что всякое вопрошание подобного рода является своеобразным самоподкопом или самоподрывом разума. Главная дилемма с которой он сталкивается — конфликт между полаганием объективной реальности как внешнего познаваемого мира и утверждением его собственной внутренней идеальной конструкции как плода интеллектуальной работы. Эта дилемма есть, прежде всего, дилемма между объективностью и субъективностью, а также — случайностью и необходимостью. Либо в мире всё необходимо — но тогда этот мир полностью тождественен миру идей (математических объектов и логических законов) и есть всего лишь субъективная проекция ума (и тогда такая действительно становится солипсистской), ибо ум видит (демонстрирует) необходимость только внутри своих построений. Либо существует объективно — то есть, независимо от ума и его идей; но тогда в таком мире не может быть необходимости (точнее, ум не может её утверждать, поскольку никакая необходимость здесь не может быть продемонстрирована, а потому оказывается сомнительной). Опыт знакомит ум с положением дел в потоке впечатлений-восприятий; привычка (создающая видимость необходимых связей) заставляет переносить это знание на любое сходное положение дел в будущем, хотя опыт не даёт уму на этот счёт никаких гарантий.

Я уже доказал, что рассудок, действующий самостоятельно и согласно своим наиболее общим принципам, безусловно подрывает себя самого и не оставляет ни малейшей очевидности ни одному суждению как в философии, так и в обыденной жизни. Нас спасает от такого полного скептицизма одно особое и кажущееся тривиальным свойство нашего воображения, а именно тот факт, что мы лишь с трудом приступаем к глубокому анализу вещей. […] Стало быть… мы не должны признавать никаких утончённых и детальных рассуждений? Рассмотрите хорошенько следствия подобного принципа. Приняв его, вы совершенно уничтожаете все науки и всякую философию… […] Признав указанный принцип и отвергнув всякие утончённые рассуждения, мы запутаемся в самых очевидных нелепостях. Отвергнув же этот принцип и склонившись на сторону указанных рассуждений, мы совершенно подорвём авторитет человеческого познания. Таким образом, нам остаётся только выбор между ложным разумом и отсутствием разума вообще. Что касается меня, то я не знаю, что надлежит сделать в данном случае… […] Интенсивное рассмотрение разнообразных противоречий и несовершенств человеческого разума так повлияло на меня, так разгорячило мою голову, что я готов отвергнуть всякую веру, всякие рассуждения и не могу признать ни одного мнения хотя бы более вероятным или правдоподобным, чем другое. Где я и что я? Каким причинам я обязан своим существованием и к какому состоянию я возвращусь? Чьей милости должен я добиваться и чьего гнева страшиться? Какие существа окружают меня, и на кого я оказываю хоть какое-нибудь влияние или кто хоть как-нибудь влияет на меня? Все эти вопросы приводят меня в полное замешательство, и мне чудится, что я нахожусь в самом отчаянном положении, окружён глубоким мраком и совершенно лишён употребления всех своих членов и способностей. К счастью, если разум не в состоянии рассеять эту мглу, то для данной цели оказывается достаточной сама природа, которая исцеляет меня от этой философской меланхолии, от этого бреда, или, ослабляя описанное настроение, или же развлекая меня с помощью живого впечатления, поражающего мои чувства и заставляющего меркнуть эти химеры. Я обедаю, играю партию в триктрак, разговариваю и смеюсь со своими друзьями; и, если бы, посвятив этим развлечениям часа три-четыре, я пожелал вернуться к вышеописанным умозрениям, они показались бы мне такими холодными, натянутыми и нелепыми, что я не смог бы заставить себя снова предаться им.
— Юм Д. Трактат о человеческой природе. Т. 1. О познании. Гл. 7.
В приведённой выше цитате — квинтэссенция юмовской теории познания, да и всей философии в целом. Действительно — ум (разум или рассудок) способен ставить вопросы о своих собственных принципах и своей собственной практике, но такая постановка вопроса способна полностью блокировать деятельность ума, подобно тому как попытка осмыслить процедуру хождения сделает невозможным прохождение (на практике) хотя бы одного шага. Ум, таким образом, может лишь обнаружить для самого себя свои собственные пределы, но не способен их преодолеть, оставаясь внутри построений собственной способности воображения, хотя и питая иллюзии, что воображаемые миры выводят ум к трансцендентному. Тем не менее, ум получает в свои руки очень важное достижение: он понимает отличие реального положения дел (в потоке впечатлений) от своих собственных фантазий.
Ключом же к решению проблемы является не ум, который уже достаточно, на первый взгляд, дезавуирован Юмом (а вместе с умом — и рационалистическая линия эмпиризма в лице Дж. Локка и даже в какой-то степени Т.Гоббса), но человеческая природа, исследование которой не исчерпывается проблемами гносеологии. Дело, однако, в том, что Юм нисколько (как думает он сам) не дезавуирует ум — он лишь показывает его зависимость о чего-то более фундаментального: от человеческой природы и, шире, от природы вообще. Ум здесь не низводится, но возвышается — в своём самопонимании и самоограничении. Это уже не догматический ум обыденного обывательского «здравого смысла», слепо следующий за природой (хотя для обычного человека и этого предостаточно), но ум понимающий невозможность достижения в своих положениях искомого абсолютного знания, понимающий собственную принципиальную открытость и незавершённость.

Вообще некоторая доля сомнения, осторожности и скромности должна быть присуща всякому здраво рассуждающему человеку во всех его исследованиях и решениях.
— Юм Д. Исследование о человеческом познании

### Этика и социальная философия
Как и задумывал Юм, теория познания и исходная скептическая установка стали своеобразным стартовым трамплином для решения проблем морали и нравственности (вторая (учение об аффектах), третья (учение о морали) и четвёртая (учение об обществе, религии, политике и т. д.) части «Трактата о человеческой природе»), однако продолжение учения Юма не собрало и сотой доли внимания критики, направленной на его гносеологию и онтологию. Более того, уже после выхода «Трактата…» Юм был вынужден снова и снова разъяснять положения своей теории познания, и даже готовя сокращённое изложение «Трактата…» он последние части оставил за скобками просто проанонсировав их наличие.
Тем не менее, проблемы этики и социальной философии составляют едва ли не главную часть всего учения Юма, вызывая живой авторский интерес на всём протяжении его философского творчества. Помимо «Трактата…» Юм обращается к морально-нравственным, социальным и политическим проблемам в многочисленных эссе, большинство из которых сохранилось до наших дней и было опубликовано ещё при жизни Юма.

#### Обоснование морали
Во всех работах, посвящённым проблемам нравственной и социально-политической философии, Юм сохраняет ту установку, которую он сформулировал в конце первой книги «Трактата…», хотя в дальнейшем он будет тщательнее сглаживать углы в данном вопросе: человек является частью природы и должен доверять ей и жить в гармонии с ней. Иначе говоря, человек (человеческий ум) не может в этой жизни рассчитывать на самого себя — у него нет иного выхода, кроме как полагаться на опыт и пользоваться им.
Здесь необходимо внести ещё несколько важных замечаний:
а) обычный человек-обыватель, руководствующийся здравым умом, уже фактически осуществляет проект доверия к природе, но делает это спонтанно, под влиянием обстоятельств, не понимая ни сути, ни характера такого доверия; это может быть источником непрочности веры, попыток человека действовать помимо природы, самостоятельно и т. д.;
б) философский ум должен стремиться не к освобождению от природы, но к пониманию своей собственной глубокой заинтересованности в природе, которая способна дать человеку всё, что ему необходимо для жизни, в том числе, и понимание собственного и природного внутреннего и внешнего устройства; задачей философии становится, таким образом, не преобразование природы или освобождение от неё, но демонстрации её положительной силы и роли в самом процессе человеческого бытия.

Разум не способен развеять тучи сомнения, но сама Природа (наша человеческая природа) располагает достаточными силами, чтобы сделать это, и заставляет нас в нашей практической жизни с абсолютной необходимостью жить, и общаться, и действовать точно так же, как другие люди.
— Коллингвуд Р. Дж. Идея истории
Этическое учение Юма логично предваряется учением об аффектах (внутренних, вторичных восприятиях-впечатлениях рефлексии), которое, в свою очередь, выступает в качестве связующего звена между юмовской теорией познания и этикой, политикой, политэкономией. Если источником первичных впечатлений является природа, самой своей силой указывающая на их первичность и очевидность связей между ними (ум может нафантазировать яблоко, летящее с ветки вверх, а не вниз, но никакими усилиями он не может заставить воспринять это перцептивно, следовательно сама живость впечатления даёт уму понять, каково положение дел), то источником вторичных впечатлений становится сам человек — дезавуированный в качестве эмпирического субъекта и носителя духовной субстанции в первой части учения Юма.
Аффекты бывают следующие типов:
- спокойные (испытываемые человеком относительно себя, своих поступков или внешних объектов, например, прекрасное и безобразное) и бурные (испытываемые человеком относительно других: любовь, гордость, ненависть, унижённость);
- слабые и сильные;
- приятные и неприятные;
- прямые (вызываются непосредственно благом или злом, страданием или удовольствием: желания, отвращение, радость, надежда, страх, уверенность, отчаяние) и косвенные (вызываются при содействии других качеств: гордость, унижённость, честолюбие, тщеславие, любовь, ненависть, зависть, сострадание, злорадство, великодушие).

Эти типы представляют собой в большинстве своём пересекающиеся множества, то есть, один и тот же аффект может принадлежать к разным типам в зависимости от конкретной ситуации анализа, однако не может быть одновременно прямым и косвенным.
Каждый аффект полагает наличие Я и тесно связан с ним. Если в восприятии внешнего мира действительно трудно или невозможно разделить воспринимаемое и воспринимающее (а потому и то, и другое можно представить как кванты впечатлений и их суммы), то внутренние впечатления рефлексии прямо указывают нам на субъекта — это Я люблю, это я ненавижу, это я так воспринимаю. Особый интерес здесь представляют косвенные аффекты, поскольку в них имплицитно присутствует не только фигура Я, но и фигура другого человека. Наше Я является объектом аффектов, но не причиной их. Поскольку отношения здесь строятся между двумя идеями, то вполне можно пользоваться соответствующей терминологией — ведь отношения здесь строятся между идеями. Первая идея (причина) — есть то, что непосредственно вызывает объект; второе (в данном случае — Я как объект). Идея Я, таким образом замечает Юм, изначально дана нам (уму) и именно она сообщает особую живость и яркость идеям связанным непосредственно с нами. Иначе говоря, представленная в первой части «Трактата…» критика Я как духовной субстанции имела не онтологический, а чисто методологический характер в общих рамках критики ума и его установок на самостоятельное абсолютное познание.
Здесь вновь следует напомнить о различных способах соединения различных содержаний нашего внутреннего мира (ума): ассоциации идей (сходству, смежности и причинности), ассоциации впечатлений-восприятий (только по сходству), наконец, ассоциации аффектов. На основании этого Юм натуралистически пытается обосновать происхождение и развитие ряда аффектов, связывая их с чувством удовольствия-неудовольствия. Здесь Юм остаётся верен себе — ведь удовольствие есть некий сигнал природы о том, что человек занимает правильное место в её структуре, правильно с ней объединён или соединён, связан («garmonia»), подобно тому как сила и живость впечатлений не дают уму обмануться по поводу реальности или фантазийности происходящих событий. С другой стороны, на нас, помимо собственных чувств удовольствия и неудовольствия оказывают огромное влияние мнения других людей (осуждение и порицание). Контекст, таким образом, становится не чисто природным (естественно-натуралистическим), но социальным, также включающим в себя человеческое Я и определяющим его. Это важное качество восприимчивости к Другому (и, в целом, к среде собственного обитания) Юм называет симпатией. Именно симпатия делает человека объектом необходимости внешних оценок, именно симпатия обладает способностью представлять мнения других людей как собственное мнение Я, именно симпатия, таким образом, становится одним из прочнейших оснований веры в существование внешнего мира, населённого другими людьми. Наконец, именно симпатия способна обращать аффект во внешнее впечатление.

##### Феномен воли
В этом пункте Юм обращается к феномену воли как главному источнику активности человека в мире. Под волей Юм понимает внутреннее впечатление, которое мы переживаем (осознаём), когда намеренно (knowingli) даём начало какому-нибудь новому движению тела или восприятию. Исходным пунктов воления являются эмоции и аффекты, а не разум; отличие воли от аффектов очевидно: аффекты сами по себе независимы от нас, более того, именно они фактически и объективируют Я, воля же есть непосредственное проявление нашей активности.
Сама воля, при ближайшем рассмотрении, снова сводится к аффектам или, во всяком случае, представляет собой нечто очень близкое к впечатлению, берущему начало из удовольствия и из боли, точно так же, как и аффекты. Однако кажется, что философ не вполне уверен в этом пункте, что доказывает следующая цитата: «Из всех непосредственных действий страдания и удовольствия наиболее замечательным является воля; и хотя она, собственно говоря, не входит в число аффектов, но так как полное понимание её природы и свойств необходимо для их объяснения, то мы сделаем её здесь предметом исследования. Прошу заметить, что под волей я разумею не что иное, как то внутреннее впечатление, которое мы переживаем и сознаём, когда сознательно даём начало какому-нибудь новому движению нашего тела или новой перцепции нашего духа. Впечатление это, так же как и предыдущие — гордость и униженность, любовь и ненависть, невозможно определить». <…> Но самым характерным моментом этической философии Юма является тезис, согласно которому «разум никогда не может противостоять страсти в управлении волей». 
Основу нравственности и морально-нравственного поведения Юм видел в нравственном чувстве, однако он отрицал свободу воли, считая, что все наши поступки обусловлены аффектами. В лучшем случае, свободу воли по Юму можно понять как возможность для разума спонтанного выбора, что, впрочем, легко устраняется достаточно мощным аффектом. Это легко объясняется контекстом сказанного выше:
а) разум не может самостоятельно устанавливать какие-либо правила для мира и Я, ибо он даже не в состоянии обнаружить ни Я, ни Внешнего мира, ни необходимости в мире или поведения Я; так Юмом быстро и эффективно дезавуируются любые попытки рационализации этики и направления человечества к счастью и благу по определённым рационально обоснованным путям;
б) все правила поведения уже имплицитно присутствуют в контексте природы и общества — просто нужно этим правилам следовать, и ничего более: они не требуют от каждого колоссального напряжения или небывалых жертв, они лишь позволяют каждому жить и работать среди других ради своего собственного блага, не мешая при этом другим и не забирая себе больше, чем нужно или чем может дать мир; фактически здесь Юм вплотную подходит к этическим моделям двух других великих шотландцев — Хатчесона и Смита — но с одним отличием: он не пытается придать своей модели дополнительный авторитет ссылками на Бога, всеобщее счастье и т. д.; там, где у других его великих современников возникает проблема обоснования, у Юма вновь проблемы заканчиваются — это просто самоочевидная данность.
в) зависимость воли от аффектов не снимает ответственности с человека (разумного) за своё поведение; природа и вообще внешний мир дают человеку достаточно и в плане впечатлений и в плане аффектов, чтобы человек мог поступить правильно (ещё раз обратим внимание на то, что юмовская мораль и нравственность не требует от человека ничего сверхъестественного, никаких сверхвоздержаний и даже фактически не использует модальность долженствования, тем более не грозит страшными карами за отступничество); человек должен, прежде всего, заботиться о своём поведении, а потом уже о поведении других людей, являющихся для него пространством самообнаружения и самосовершенствования, а не полем для бесконечных осуждений.

#### Философия общества и политики
В своей социально-политической философии, уже за рамками «Трактата…», Юм, в частности, резко выступает против теории «общественного договора», как в локковском, так и в гоббсовском варианте. Скепсис Д.Юма не разрушает эту модель, но лишь явственно обнажает её конструкцию. Отказ от «общественного договора» мотивируется им, на первый взгляд, тем, что причины «общественного состояния» — даже при условии, что мы их сможем оптимально описать — ничего не прибавят к пониманию самого состояния. Следствия могут меняться в бесконечно изменчивом мире — а именно таковым оказывается последовательно помысленный мир чистой эмпирии — меняются же они настолько радикально, что обретают полную независимость от изначальной причины.
Тот факт, что в основании социальных, так называемых «общих правил», лежит силовое принуждение и страх (но не метафизический абсолютный страх Гоббса, а вполне земной страх перед насилием и наказанием) нисколько не отменяет того факта, что сегодня человек способен поступать в соответствии с этими правилами совершенно свободно, не как подданный, но как гражданин. Параллель этому обнаруживается в теории познания — и здесь указанная критика проясняется с другой стороны. Скептическое «ограничение разума» привычкой и верой выступает не просто как сомнение в возможности познавательной способности человека, не просто как критика локковского «эмпирического рационализма или рационалистического эмпиризма», но как существенное свойство, атрибут самого разума — как способность разума подрывать свои собственные принципы. Последовательная проведённая рациональность неизбежно приводит к фундаментальным неснимаемым противоречиям (например, между установкой мыслить объекты как внешние и самостоятельные источники восприятий и установкой на каузальную ассоциацию) и далее — безумию и бреду. Поэтому вопрос об изначальных причинах бессмыслен.
Здесь же — как и у Гоббса — в системе Юма находится негативное место Богу как непрозрачной непознаваемой основе всех принципов, как негативной границе мышления. Даже если Бог есть, ум не может себя оправдывать ссылками на Него. Ум-разум также не должен задаваться вопросом о сущности или наличии этого абсолютного начала, как не должен он интересоваться вопросом о существовании внешнего мира — не только в силу простой непознаваемости последнего, а в силу того, что разум и сам понимает, что это не первопричина, а симулякр: бессмысленно искать чёрную кошку в тёмной комнате, если мы никогда не узнаём, есть ли она там.

#### Экономические взгляды
Особое внимание Юм уделяет проблемам экономики (здесь сказывалась его близость с Адамом Смитом и другими представителями шотландской школы, посвятив им несколько небольших, но крайне содержательных эссе. Современные исследователи выделяют в них три уровня анализа.
Первый уровень — экономическая психология (экономические мотивации, побуждения к труду). Здесь анализ представляет собой естественную историю «становления и развития торговли». Юм выделяет четыре побуждения к труду:
- желание потреблять,
- желание действовать,
- желание разнообразия,
- желание получить выгоду.

Он, тем не менее, отмечает, что человек движим не только стремлением получить удовольствие, но и множеством других «инстинктов», которые побуждают его совершать поступки ради них самих, то есть такие поступки, которые не ведут автоматически к результатам, отвечающим его интересам (ср. с учением об аффектах и морали).
Второй уровень экономического анализа Юма — его политическая экономия, или анализ рыночных отношений. Критикуя экономические доктрины своего времени, Юм старался показать, что их основной порок заключался в том, что они не уделяли достаточно внимания экономическому росту и связанным с ним психологическим и иным факторам.
Свою количественную теорию денежных потоков Юм сформулировал (в эссе «О торговом балансе») в ходе критики позиции меркантилистов. Согласно Юму, без ограничений внешней торговли деньги будут уходить из страны. Позиция Юма заключалась в том, что благодаря воздействию денежных потоков на цены в торгующих странах, количество денег в каждой из них автоматически стремится к равновесию, при котором экспорт уравновешивается импортом. Во-первых, Юм полагал, что любая попытка путём ограничения торговли увеличить количество денег в стране до величины, большей, чем равновесное значение, обречена на провал (при условии, что деньги обращаются только внутри страны), так как денежный поток из-за рубежа увеличивает цены внутри страны относительно цен в других странах, уменьшая тем самым экспорт и увеличивая импорт, вновь вызывающий отток денег из страны. Во-вторых, Юм утверждал, что степень влияния притока денег в страну на цены зависит от размеров её совокупного продукта. Следовательно, именно уровень экономического развития нации, или её производственные возможности, определяемые количеством населения и степенью упорства людей, определяют количество денег, которое страна может привлечь и удержать.
В эссе «О проценте» Юм вновь выступал оппонентом меркантилистов, полагавших, что ставка процента определяется предложением денег. Основываясь на количественной теории, Юм утверждал, что увеличение предложения денег ведёт лишь к росту всех цен, что вызывает увеличение спроса на ссуды для финансирования расходов, сохраняя процентную ставку неизменной. На самом деле ставка процента определяется предложением реального капитала. Он рассматривает воздействие экономического роста на классовую структуру общества и через неё — на экономические стимулы. Экономическое развитие вызывает рост класса торговцев и людей, вовлечённых в производство — вкладывая деньги в производство они сокращают расходы на потребление. Это происходит также и потому, что погоня за прибылью порождает желание накапливать богатство как символ успеха в экономической игре. Так как новые промышленные классы получают значительную долю растущего национального дохода, их желание сберегать ведёт к заметному увеличению предложения капитала и снижению процентных ставок.
Увеличение количества денег, полагает Юм в эссе «О деньгах», (увеличение их абсолютного количества как такового) может привести не к росту цены, а к повышению экономической активности. Прослеживая процесс воздействия увеличившегося предложения денег на экономику, Юм даёт чёткое описание действия мультипликатора. Однако, отмечает Юм, стимулирующий эффект, если он вызван краткосрочным увеличением предложения денег, не может быть продолжительным, а долгосрочное увеличение предложения денег, стимулируя экономический рост и изменяя расходы и сбережения, может увеличить предложение капитала и понизить ставку процента.
В эссе «О налогах» Юм обсуждает точку зрения, что увеличение налогов увеличивает возможность их платить, поскольку равным образом стимулирует трудолюбие людей. Подобной позиции обычно придерживались меркантилисты; и она известна как доктрина «пользы бедности», с помощью которой оправдывалось введение акцизов на товары, потребляемые бедными. Позиция Юма по этому вопросу двойственная. Он отмечал, ссылаясь на исторические примеры, что естественные ограничения, например неплодородная почва, часто стимулируют трудолюбие, и писал, что искусственные препятствия в виде налогов могут возыметь такой же эффект. Эта точка зрения вытекает из представлений Юма о важности потребности в интересной деятельности как мотивации к труду. Он подчёркивал: чтобы деятельность была интересной, нужно, чтобы она была сложной и требующей напряжения. Однако Юм не принимал доктрину «пользы бедности» с её безусловным одобрением высоких налогов на товары, потребляемые бедными, как и позицию, что любой налог на результаты труда неизбежно снизит его предложение.
Третий — и последний — уровень экономического учения Юма — его экономическая философия, которая содержит положительную оценку общества, основанного на коммерции и промышленности. Учитывая глубокий интерес Юма как философа к проблемам морали, неудивительно, что одним из наиболее важных для него был вопрос о моральных аспектах коммерческого и промышленного роста. В его экономической философии присутствуют три из указанных выше мотивов труда — желание потреблять, желание интересной деятельности и разнообразия жизни. Юм их рассматривал как конечные цели, являющиеся основными составляющими счастья индивида, поскольку, создавая новые возможности для потребления и интересной экономической деятельности, экономический рост способствует достижению всех этих целей.

### Эстетическая концепция[46]
Юм считал, что эстетические вопросы — это вопросы о чувствах субъекта как таковых, а эстетика должна быть сведена к проблематике эмоционального отношения потребителей искусства к художественным произведениям. Для Юма дело заключается в субъективности вкуса вообще.
Дальнейший путь его анализа раздваивается. Одна линия рассуждений подводит к положению, что эстетические идеи выводятся из впечатлений или хотя бы находятся с ними в строго упорядоченном отношении. Это соответствие, созвучное тезису Юма о производности идей от впечатлений, отвергается другой линией рассуждений: эстетические представления сами суть впечатления, а именно впечатления рефлексии. Юм избирает путь, близкий ко второй линии. Эстетическая эмоция порождается эстетическим же впечатлением.

#### Общие проблемы эстетики
В третьей книге «Трактата о человеческой природе» Юм пишет, что прекрасное — это качество, зависящее от отношения людей к вещам. Это утверждение он дополняет указанием на то, что данное отношение зависит от чувств эгоизма и симпатии, то есть, от таких составляющих человеческой природы, которые устремлены за пределы узкосубъективного мира вовне, в объективный мир. Отправляясь от этого вывода, Юм рассуждает так: человеческая природа обладает способностью к вариациям, но только в рамках, заданных Природой, поэтому человеческая природа полагает колебаниям во вкусах определённые границы. Мало того, она создаёт основу для развития таких вкусов, которые приблизительно одинаковы для большинства человечества. Юм не соглашается с крайним релятивизмом во вкусах и связывает далее «хороший вкус» с глубоким пониманием вещей, со свободой от невежественных предрассудков, с чувством соразмерности и с особенностями жизни в данной стране. Общий природный «эталон (standard)», вкуса может быть воспитан, если правильно и без иллюзий понять человеческую природу.
Прекрасное сближается с тем, что переживается как полезное.
Таким образом, Юм трактует прекрасное, прежде всего, как полезное. При этом «пользой» считается не только индивидуальная выгода, но и нечто более общее, а «прекрасное» приобретает отвлечённый характер, после чего прекрасное становится выражением целесообразного вообще. Ещё более Юм удаляется от узкого утилитаризма в эстетике благодаря использованию им принципа абстрактного альтруизма («симпатия»; то есть, то, что полезно всем людям, то «нравится» и им и мне). У Юма происходит своего рода оборачивание понятий: то, что «нравится» и вызывает удовольствие хотя бы вследствие смутного осознания какой-то его целесообразности, становится для нашего вкуса, считает он изначально прекрасным. Юм пишет, что эстетические чувство представляет собой особую «холодную», или «спокойную» (значит — отчасти скорректированную разумом), страсть, связанную с тонкими переживаниями и размышлениями и особым чувством. Шотландский мыслитель предпринимает попытку уточнения своей позиции, исходя из того, что ассоциативные механизмы в области эмоций (как и в сфере морального чувства) действуют по-своему закономерно.

#### Конкретные проявления эстетического чувства
В его очерках, которые посвящены собственно проблемам литературы и искусства или в значительной мере их затрагивают, Юм не только касается теоретических вопросов, но и выступает как практик, создающий произведения несомненной эстетической значимости, как публицист. У него как у писателя берёт верх реалистическое чувство, хотя в эссе «О норме вкуса» и «Скептике» сохраняются положения, не изменяющие, а в основном лишь разъясняющие и дополняющие соответствующие идеи «Трактата». Юм ставит вопрос об объективных закономерностях художественного творчества и выступает против «чистого искусства», ратуя за изгнание из литературы и драматургии фальши и надуманности.
В эссе «Об утончённости вкуса и аффекта» (опубликованном в 1741 г.) Юм высказался в том смысле, что искусство должно услаждать душу джентльмена, возбуждать в ней приятные, нежные и тонкие переживания, которые доступны элите, но не «толпе».
В эссе «О норме вкуса» Юм утверждает, что прекрасное существует только в сознании, и выстраивает ряд субъективных, по его мнению, аналогов, в котором помещает сладость и горечь, счастье и горе, добро и зло, прекрасное и безобразное. «Поиски подлинно прекрасного или подлинно безобразного столь же бесплодны, как и претензии на то, чтобы установить, что доподлинно сладко, а что горько. В зависимости от состояния наших органов чувств одна и та же вещь может быть как сладкой, так и горькой, и верно сказано в пословице, что о вкусах не спорят. Вполне естественно и даже совершенно необходимо распространить эту аксиому как на физический, так и на духовный вкус».
Наиболее интересно в этом отношении эссе «О простоте и изощрённости стиля». Естественность, по мнению Юма, не только соединена с простотой и правдой в искусстве, обусловливая их и обусловливаясь ими, но и может трансформироваться, как в своё иное, в упрощённость, тривиальность, бессодержательность и примитивизм, а иногда даже граничить с грубостью и пошлостью. Изысканность не только служит воплощению тонкого вкуса и способствует его воспитанию, но и легко вырождается в вычурное украшательство, манерность, витиеватость.
Юм разыскивает ту «середину» между крайностями, которая послужила бы ключом к построению нормативной эстетики, подобно тому, как он искал «середину» в правилах морального поведения. Мерилом у него становится предпочтение, оказываемое им лично естественности, простоте и «жизненной правде», и отвращение его к ложной напыщенности, пустому оригинальничанию и дешёвой погоне за внешними эффектами. Неестественность претит Юму, он убеждён, что она ведёт к деградации литературы и искусства.
Эссе «О трагедии» содержит в себе ряд наблюдений над эмоциональными состояниями потребителей искусства, причём Юм здесь умело применяет своё учение о взаимодействии аффектов и механике ассоциативных связей. Наглядно раскрывается сопряжённость эстетики и этики: их объединяет теория «симпатии» как сопереживания и сочувствия, которая впитала в себя и соображения Шефтсбери о так называемых естественных аффектах, и учение Хатчесона о «всеобщей благожелательности (universal benevolence)». В этическом плане «симпатия» умеряет эгоистические порывы людей, укрощает эмоциональную необузданность индивидов и исправляет их вкусы и пристрастия. Альтруистические чувства соединяют прекрасное и полезное. Причину того, что переживание трагического возвышает нас и к тому же особенным, собственно эстетическим образом, Юм видит в том, что главное воздействие трагедии проистекает не от осознания того, что перед нами иллюзия, обман, а, наоборот, от увлечения читателей, слушателей и зрителей чувством сопереживания с тем, что происходит в воображении и представлении. Люди забывают, что перед ними иллюзия, и принимают всё происходящее всерьёз. Тогда сопереживание перерастает в сочувствие, солидарность и горячую заинтересованность в судьбах действующих на сцене героев. Приобщение слушателя и зрителя к тому, что представляется ему правдой, вживание его в то, что кажется ему плотью и кровью самой жизни, — всё это вселяет в него те же состояния, которые приписываются авторами героям их произведений. Это, правда, ещё не сами по себе эстетические переживания, так как подражание действительности приятно, если оно достигает высокой степени убедительности. Это всё же скорее гносеологическое, чем эстетическое удовлетворение. Но вживаясь в состояния и чувства героев, что возможно только при условии высокоталантливого воспроизведения жизни, читатель или зритель начинает тревожиться за их судьбу, отождествляя себя с ними. Возникает ассоциация их образов с чувством нашего личного «Я», «трудности порождают эмоцию, которая разжигает доминирующее в нас чувство (affection)… приятное чувство привязанности усиливается от чувства беспокойства». Это приятное чувство легко может превратиться в неприятное и мучительное, если чувство беспокойства и тревоги достигает степени возмущения, ужаса и отчаяния. Побочное чувство, усиливаясь, усиливает по закону ассоциирования и то чувство, которое было связано с ним, но если оно разрастается сверх всякой меры, то поглощает собой последнее. Чувство большой тревоги за судьбу героев само может стать приятным, но только если оно не чрезмерно и если ему сопутствуют красноречие и вкус художника. Юм пишет о том, что новизна и свежесть впечатления проистекают от оригинальности замысла. Подражание обычному и изображение нового оказываются полюсами противоположности. Эти намеченные Юмом компоненты художественного мастерства воздействуют согласно ассоциативным схемам: чем чаще они встречаются, тем более активно переводят они неприятные аффекты в свою противоположность, то есть в аффекты, приятно волнующие и возвышающие человека.
В последних строках эссе «О трагедии» — резкие критические замечания Юма по адресу религиозного искусства. Он обвиняет его в тлетворном, расслабляющем воздействии на человеческий дух и распространении чувства «пассивного страдания».
Большой интерес представляют очерки Юма под названием «О том, как писать эссе», «О возникновении и развитии искусств и наук» и «О совершенствовании в искусствах». Юм видел угрозу для общества не в распространении знаний, а в укоренении унаследованного от средневековья невежества и мракобесия. В этом отношении он был полностью согласен с наиболее активными просветителями своего времени. В очерке «О том, как писать эссе» (1742 г.) Юм продолжает традицию крупнейших эссеистов прошлого и утверждает, что произведения этого жанра решают задачи воспитания и культурного развития общества. Он провозглашает кооперацию учёных и философов, с одной стороны, литераторов и публицистов — с другой, против «общих [для них] врагов, — врагов разума и прекрасного». Укрепление этого содружества Юм объявляет своей обязанностью и миссией.
Эссе «О совершенствовании в искусствах» — панегирик промышленности и торговле как могучим стимулам развития культуры. Юм связывает подъём и совершенствование искусств с прогрессом в ремёслах и с ростом индустриальной предприимчивости. Он обращает внимание на то, что во многих европейских языках слово «искусство» (art) означает также и «искусность» во всякой, а в особенности творческой, деятельности. Юм обращает внимание читателей на взаимодействие экономических и политических явлений с культурно-историческими, чем снимает свой прежний и не раз им высказывавшийся тезис о случайности периодов подъёма и упадка искусств и литературы в жизни народов. Эти мысли и соображения Юма вызвали горячее одобрение К. Гельвеция.
Если в эссе «О красноречии» Юм признавал по преимуществу зависимость лишь ораторского искусства и публицистики от степени и характера развития политической жизни в стране, а в остальном не восставал против мнений, будто в развитии искусств есть нечто необъяснимое, неожиданное и случайное, то в работе «О совершенствовании в искусствах» он приходит к выводу, что их судьбы нельзя понять помимо вдумчивого изучения их глубоких связей с другими сторонами истории народов.

### Критика религии
Религиозным взглядам и воззрениям Юм посвятил несколько работ, самой значительной из которых являются «Диалоги о естественной религии». «Диалоги» были изданы после смерти Юма в 1779 г., работал над ними он много лет вплоть до кончины. В 1781 «Диалоги» перевёл на немецкий язык Гаман, по некоторым сведениям, их использовал Кант в работе над «Пролегоменами». «Диалоги» представляют собой беседы ортодоксально христианина (Демея), деиста (Клеанта) и скептика (Филона), причём соотношение сил между ними постоянно меняется — сначала Филон выступает в союзе с Демеем, затем — против Демея с Клеантом и т. д.
«Диалоги» показывают несостоятельность претензий религиозного сознания на ведущую, всеобъясняющую роль как в познании, так и вопросах морали. Все идеи людей о божестве (если эта идея неврождённая, но, как и все идеи, имеющая своим источником и основанием опыт) есть не что иное, как сочетание идей, которые они приобретают благодаря размышлениям над действиями своего собственного ума. Поэтому неосознанный антропоморфизм рациональной теологии в познании сверхъестественных предметов неизбежно оказывается иллюзией, так же, как и претензии натуральной философии на вечные истины в естествознании. Религия лишь иной ответ на проблему незнания, нежели предпочитает ум, но незнание от этого факта никак не меняется. Бог — такая же фикция ума (воображения), как и необходимая причина — фикция в том смысле, что мыслится она произвольно, ad hoc, вне опыта и подчиняя опыт себе без каких-либо оснований.
Тем не менее, юмовская критика религии выглядит гораздо мягче аналогичной критики других представителей эпохи Просвещения, например, со стороны того же Вольтера. Обнаруживая беспочвенность притязаний религии на абсолютное объяснение мироустройства и разоблачая её как «человеческое, слишком человеческое» дело, Юм, тем не менее, постоянно напоминает, что в аналогичных притязаниях бессилен и разум, что ум-разум-рассудок также не в силах ответить на вопросы об источниках впечатлений, необходимой связи и т. д. Религиозные фантазии в гносеологическом плане ничуть не хуже и не лучше фантазий ума. Другое дело, какую роль играет религия в жизни человека помимо познавательных вопросов.
Религиозное чувство проистекает из страха перед смертью и надежды на чудесное вмешательство благих сил. Прикосновение рациональной критики к суждениям о Творении ставит их под сомнение. Юм с нескрываемой иронией относится к этим суждениям и даже (устами своего альтер эго Филона) делает Творцу ряд замечаний за небрежное осуществление своего «проекта». Например, всемогущий Бог мог бы позаботиться о том, чтобы устранить причины зла.
Клеант замечает, что теистический принцип «представляет собой единственную космогоническую систему, которая может быть сделана ясной и полной», но встречает возражение: не следует ли из того, что природа разумна по своему устройству, только то, что принцип, впервые установивший и поддерживающий порядок во вселенной имеет некоторую аналогию с другими действиями природы, в том числе и со строением человеческого духа, человеческого мышления.
Юм, таким образом, отвергает все известные в то время попытки доказательства бытия Бога, в том числе — и т. н. «онтологический аргумент». В «Диалогах…» не только критикуются, но и высмеиваются теисты, пантеисты и деисты, то есть представителей всех основных «отрядов» теологического «воинства». Но, отвергнув веру в чудесную, сверхъестественную беспричинность, Юм принимает (точнее сказать, допускает) веру в некую конечную причину или Первопричину. Отклонив все варианты религиозных построений, он не исключает возможности религии без специфических её понятийных и образных конструкций и теологических догм. Оснований верить в существование Бога-личности, по его мнению, нет, но есть основания оправдать веру в некую верховную «Причину вообще». Возможно, что «причины порядка во вселенной, вероятно, имеют некоторую отдалённую аналогию с человеческим разумом».
Получается, что вера (belief) в объективную причинность, одобряемая Юмом в «Трактате о человеческой природе» как правильная житейская позиция, используется им теперь как основание для допущения веры (faith) в «божественную», точнее, разумную причинность в смысле Первопричины или фаталистического детерминизма, «естественного» рока, Судьбы.
Коль скоро между Высшим разумом и разумом человека — аналогия, не означает ли это, что скептическая скромность (сознание собственного несовершенства) последнего есть наиболее корректный и человеческий, по сути, путь к первому? Религия должна терпеливо и с пониманием относиться к рационалистической критике в свой адрес, а рационалист-скептик должен помнить, что религиозная вера является мощным культурным фактором, что сомнения в истинности вероучения есть лишь «игры разума» и не должны играть роль разжигателя низменных страстей и освобождать энергию социального распада и бунта.

## «История Англии»
Юм высоко ценил историческое знание, однако не со всем и не всегда соглашался с просветительско-прогрессистским взглядом на историю и её содержание. «Приносимый изучением истории опыт, — писал Юм в небольшом эссе, — обладает ещё и тем преимуществом (помимо того что его источник — всемирная практика), что он знакомит нас с человеческими делами, ни в коей мере не скрывая самых тонких проявлений добродетели. И, говоря по правде, я не знаю другого такого исследования или занятия, которое было бы же безупречно в данном отношении, как история.»

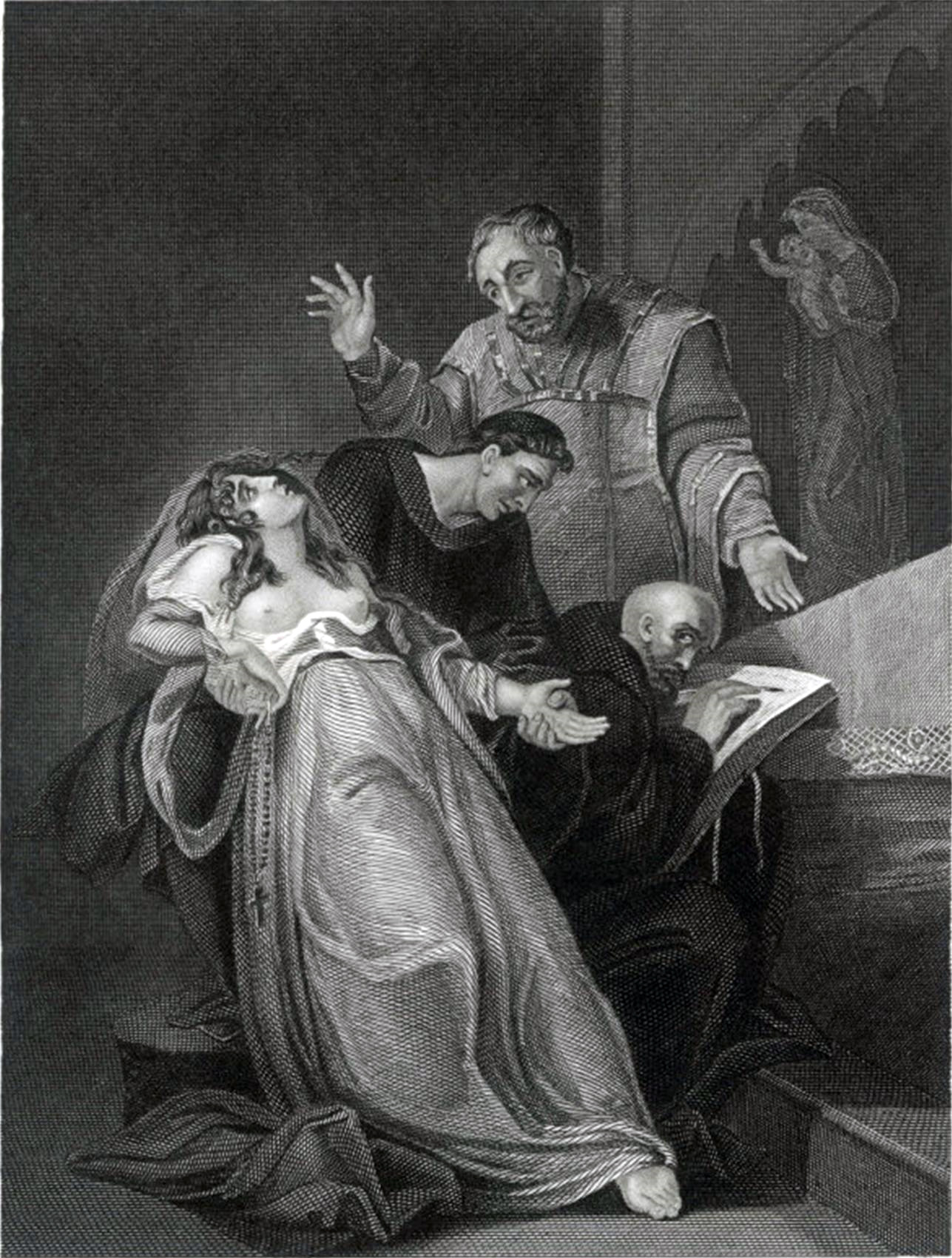
Гравюра с изображением Элизабет Бартон, вероятно, выполнена Томасом Холлоуэем по мотивам картины Генри Трешам и взята из книги Дэвида Юма «История Англии»

Поводом для написания «Истории Англии» (при общем росте интереса к истории и её проблемам в контексте эпохи Просвещения) стало избрание Юма смотрителем библиотеки общества адвокатов в Эдинбурге в 1752 году. Библиотека имела обширные фонды и богатый архив. Юм не стал уходить слишком далеко в глубину веков и начал работу с глав, посвящённых восшествию на престол династии Стюартов. При этом Юм провозгласил свободу историка от любых предрассудков — национальных, политических, давления авторитетов, мнения толпы и т. д. История изначально рассматривалась секуляризировано — места провиденциализму в его методологии не было даже для объяснения необъяснимых и чудесных фактов и явлений.
Сначала появилась история Стюартов (1754), затем история дома Тюдоров (1759), наконец (в 1762 г.) — древнейшая история, от Британии во времена Юлия Цезаря.
Характеризуя свою позицию как историка, Юм писал: «Я имею дерзость думать, что не принадлежу ни к какой партии и не провожу никакой тенденции […] И те, кто пишет, и те, кто читает историю, интересуются характерами и событиями в достаточной мере, для того чтобы живо испытывать чувства похвалы и порицания, а в то же время они никак лично не заинтересованы в том, чтобы искажать свои суждения». История является чем-то средним в изображении морали и добродетели, «золотой серединой», между поэзией (как описанием и жизнью борьбы страстей, где нет никакого дела до истины) и философией (как отвлечённого холодно-понятийного умствования, в котором исчезает сама живая жизнь). В первом случае добродетель падает жертвой своекорыстного интереса, во втором разница между пороком и добродетелью может настолько истончиться, что её не заметит и самый изощрённый правитель.
Однако эта установка оказалась не понятой читающей публикой — стремясь дать картину «объективной действительности» (как он её понимал), Юм оказался под огнём критики с самых разных позиций.

Меня встретили криками порицания, гнева и даже ненависти; англичане, шотландцы и ирландцы, виги и тори, духовные лица и сектанты, свободные мыслители и святоши, патриоты и придворные льстецы — все соединились в своей ярости против человека, который не побоялся пролить слезу сожаления над смертью Карла I и графа Страффорда. Когда же остыл первый пыл их гнева, то произошло нечто ещё более убийственное: книга была предана забвению. Миллер (издатель) уведомляет меня, что в течение двенадцати месяцев он продал всего 45 экземпляров. Право, не знаю, найдётся ли во всех трёх королевствах хотя один человек, видный по положению или по научному образованию, который отнёсся бы к моей книге с терпимостью.
— Д. Юм, Автобиография
Методологической основой труда Юма стала «Конституционная история» Г. Хэллама. От житейски-психологических смыслов человеческих действий Юм обращается к поиску смысла событий, происходивших в истории Англии, отыскивая эти смыслы деяний людей в становлении социальных структур, социальных институций — то есть фактически представляя эти институты, установления и структуры как знаково-символические образования. Опыт здесь позволяет не только сделать определённые выводы, но и достроить историческую картину там, где имеются лакуны, например, в Древней Истории (что часто трактовалось критиками как субъективизм Юма). Второй и последующие тома капитального труда были встречены уже с большим вниманием и пониманием — в том числе и со стороны правящей партии вигов.
Главное же заключалось в том, что и тори, и виги отвергли Юмову концепцию возникновения революционных событий: Юм усмотрел причину их в корыстных расчётах и низменных страстях духовенства, как ортодоксального, так и сектантского. Юм решительно осудил «опасный экстаз (enthusiasm)» сектантов-демократов периода революции, предупреждая своих читателей, что социальное прожектёрство и бунт часто начинаются с разжигания религиозных страстей. Очень враждебно отнёсся Юм к левеллерам (уравнителям), которые, как он указывал, появились из среды мятежной сектантской бедноты.
Замысел Юма — посредством своего исторического исследования способствовать сближению позиций различных фракций, страт, классов и выразить единство их интересов, которое во много раз важнее разделяющих частных несогласий. Недаром Юм наиболее положительно оценивал как в своих книгах по истории, так и в очерках не революцию 1649 г., период открытого конфликта и гражданской войны, а её последствия, прежде всего, Славную революцию 1688 г., положившую начало современному буржуазно-демократическому устройству Великобритании.
Этому соответствовал вывод Юма во втором томе его «Истории…»: «Революция вызвала новую эпоху в государственной организации и была связана с последствиями, которые принесли народу больше выгоды, чем те, что проистекали от прежнего управления… И можно, не опасаясь впасть в преувеличение, сказать, что с этой поры мы имеем на нашем острове если не лучшую систему управления, то, по крайней мере, наиболее полную систему свободы, которая когда-либо была известна людям». Заботясь о прочности союза господствующих в Великобритании классовых сил, Юм советует обеим партиям господствующего класса «не заходить слишком далеко» в своей политической борьбе за единовластие.
Тем не менее Юму удалось на страницах своей «Истории…» сохранить с одной стороны, индивидуальный характер исторических событий и людей в них участвующих, с другой — более или менее точное следование источникам. В отличие от представителей просветительской традиции Юм не считал, что история есть линейное прогрессивное развёртывание процессов в пространстве и времени от древности к современности и не оценивал события или исторических деятелей по этим критериям. Свою задачу он видел в реконструкции картины прошлого в соответствии с историческими документами и другими сохранившимися источниками. Деятельность людей разворачивается под действием аффектов, люди действуют в определённых институциональных рамках. Даже в случае «непрозрачности аффектов» для постороннего наблюдателя (а именно к такому выводу его подтолкнул опыт работы уже над первыми главами), всегда есть возможность дополнить рассказ-нарратив о событиях и людях прошлого (story) рассказом о государственных, правовых, религиозных институтах. При этом его исходная методологическая установка оставалась неизменной — познающий ум должен опираться лишь на опыт (в данном случае, исторические факты) и следовать за опытом, но не пытаться этот опыт направлять в ту или иную сторону, навязывая картину «как, по его мнению, должно было быть».
Анализируя путь Англии к блестящему восемнадцатому столетию — через гражданскую войну, революции и внешние войны, — Юм всё больше убеждался, что нынешнее положение Великобритании есть результат как определённых закономерностей, так и множества случайностей. Это шло вразрез с виговской модельно последовательного наращивания в английском обществе гражданских прав и усовершенствования государственных институтов. Особо подчёркивая ограниченные возможности ума, Юм тем самым указывал на относительный характер его построений и моделей, которые могут обладать или вероятной достоверностью, или объяснимой силой, но никогда не могут претендовать на абсолютную истину.
Профессор Александр Николаевич Савин называл данное произведение Юма «лучшим образчиком» взглядов, распространённых в английском обществе XVIII века.

## Оценка и судьба философского наследия
Гельвеций и Вольтер высоко ценили антирелигиозную критику Юма. Они надеялись, что от скептицизма и агностицизма в вопросах религии он перейдёт к атеизму, и поощряли его к этому радикальному шагу. В 1772 г. Вольтер писал Д. Муру, что он, Вольтер, является «большим почитателем» Юма. В письме от 1 апреля 1759 г. Гельвеций, имея в виду свою книгу «Об уме», обратился к Юму со словами о том, что его ссылки на Юма в этой книге делают ему, автору этой книги, особую честь. Гельвеций предложил Юму свои услуги для перевода на французский язык всех его сочинений в обмен на перевод Юмом на английский только одной книги — «Об уме».
В июне 1763 года Гельвеций писал Юму следующее:

Мне сообщили, что Вы отказались от самого чудесного в мире предприятия — написать «Историю церкви». Подумать только! Предмет сей достоин Вас как раз в той мере, в какой Вы достойны его. И поэтому во имя Англии, Франции, Германии и Италии, [во имя] потомства я умоляю Вас написать эту историю. Примите во внимание, что только Вы способны сделать это, что много веков должно было пройти, прежде чем родился г-н Юм, и что это именно та услуга, которую Вы должны оказать Вселенной наших дней и будущего времени.

Поль Анри Гольбах называл Юма величайшим философом всех веков и лучшим другом человечества. О своей любви к Юму и о почитании его писали Дени Дидро и Шарль де Бросс. Французские материалисты высоко оценили критику Юмом христианской морали и отрицание Юмом религиозного учения о бессмертной душе. Они полностью одобрили и приняли на своё вооружение аргументацию Юма против ортодоксально-церковной доктрины о чудесах.
Адам Смит придерживался юмовской линии в характеристике связей эстетики с этикой. Первая глава сочинения А. Смита «Теория нравственных чувств» (1753 г.) начинается так: «Каким бы эгоистом не считали человека, очевидно, что в его природе есть некоторые принципы, которые вызывают его интерес к судьбам [других людей] и делают их счастье для него необходимым, хотя он не получает от этого для себя ничего, кроме удовольствия видеть это». В пятой части книги А. Смит разобрал, в частности, как от взаимной симпатии возникает удовольствие, как привычки влияют на моральные чувства, а эгоизм взаимодействует с «симпатией». А. Смит развивал обоснование эстетики на принципе полезности, а также нравственной пользы.
И. Кант писал, что Юм не был понят современниками и не принят в основе своей современной ему эпохой. Действительно, Юм так и не встретил того уровня полемики или дискуссии, которой так жаждал и которую зачастую он сам откровенно провоцировал в своих произведениях. Однако применительно к своему собственному творчеству Кант оценивал роль Юма чрезвычайно высоко, называя Юма тем, кто пробудил его «от догматического сна» докритического периода. И действительно — после Юма и Канта эмпиризм уже никак не мог вернуться на те высоты, которые он занимал в научно-философском пространстве XVII—XVIII вв., критика Юмом догматизма так или иначе возымела своё действие.
В контексте зарождения немецкой классической философии рассматривал идеи Юма Г. Гегель, заложивший многие стереотипы восприятия Юма и юмизма в последующей традиции. Гегель в своей общей схеме истории помещал учение Юма под общей рубрикой «Переходный период» вместе с Д. Беркли, Стюартом и другими представителями английского и французского Просвещения. Юма Гегель специально выделяет в общем ряду и особо это подчёркивает, характеризуя его как тотального скептика-эмпирика, отрицающего всё вообще. Однако такое отрицание носит в учении Юма объективный исторический характер — оно подводит к финалу эмпиризма, заставляя его вскрывать самые застарелые проблемы теории познания и обнаруживать собственные внутренние противоречия. То же относится и к рационализму, также запутавшемуся к указанному времени в проблеме объективности знания и его источников. Замена Бога трансценденцией, предустановленной гармонией, самоочевидностью не решала и не могла решить проблемы основания ни знания, ни познания вообще. Юм показывает, что никакой иной плод на указанных основаниях никогда и не взрастёт. Да, знание опирается на опыт, однако, опыт не даёт ответов на колоссальное количество вопросов, встающих перед человеком. Да, привычка (инстинкт, как называет её Гегель) и вера дают ответ на вопрос, например, о ходе будущих событий или об источниках общих идей. Но ведь это же путь не просто к скепсису, но и к агностицизму? Разум не имеет оснований для утверждения истинного знания, но ведь привычка тоже не может ему помочь Такой путь рассуждений — тупиковый по сути своей — противоречил не только личным убеждениям Гегеля, но и духу всей его философской системы. Именно по этой причине Гегель рассматривает и оценивает Юма скорее негативно (как скептика-агностика), нежели позитивно в контексте достижений философствований с юмовских позиций.
Некоторые проблемы, поставленные шотландским мыслителем и сегодня вызывают интерес большого круга исследователей, например, т. н. «принцип Юма (гильотина Юма, парадокс Юма)» в его широкой трактовке. Карл Поппер считал, что ему удалось разрешить указанную проблему при помощи введения принципа фальсификации.
Мысль Юма, что общая вера в высшие посылки представляет собой простой результат опыта, была принята Дж. С. Миллем и Г. Спенсером. Также Милль и Спенсер распространили на логику юмовскую (в применении только к закону причинности, метафизике и морали) идею, что основоположения наук не могут оправдываться из содержания идей. Милль не согласился с попыткой Юма оправдать веру, основанную на ассоциации и старался дать индуктивное оправдание этой вере. Спенсер развил это учение Юма в своей теории эволюции и эволюционной социологии.
Психология после Юма, постепенно расширяя значение ассоциации (Джеймс Милль), пришла к учению о возможности объяснить ассоциацией и невообразимость отрицания суждения, которая у Юма оставалась признаком умозрительной истины.
Гносеология Юма оказывала влияние не только на главные направления последующей философии, но и на побочные. Так, например, в зависимости от Юма стоит учение Якоби о вере.
Большое влияние философия Юма в плане гносеологии оказала на представителей второго позитивизма (эмпириокритицизма, махизма), в особенности идеи Юма об эмпирическом субъекте, о восприятиях как предельной реальности для рассудка и разума, о причинно-следственной и пространственно-временной необходимости. Особое значение новые последователи Юма придавали как антидогматическому, так и антискептицистскому в конечном плане характеру его учения. Это внимание со стороны эмпириокритиков сослужило Юму в том числе и не самую лучшую службу: раскритиковавший философию эмпириокритиков В. И. Ульянов (Ленин), нанёс удар и по их авторитету, Юму. Он посвятил разгрому учения последнего целую главу в известной работе, подкрепляя свои доводы ссылками на работы Энгельса.

Он [Энгельс] делит философов на «два больших лагеря»: материалистов и идеалистов. Основное отличие между ними Энгельс… видит в том, что для материалистов природа есть первичное, а дух вторичное, а для идеалистов наоборот. Между теми и другими Энгельс ставит сторонников Юма и Канта, как отрицающих возможность познания мира или по крайней мере полного его познания, называя их агностиками. В своём «Л. Фейербах» Энгельс применяет этот последний термин только к сторонникам Юма.
— Ленин В. И. Материализм и эмпириокритицизм. Вместо введения
Эта же работа породила в последующем целую традицию негативной оценки юмизма в советской истории философии, прямо обвинявшую Юма в солипсизме, фидеизме, феноменализме и агностицизме и заклеймившую его как типичного представителя «вырождающейся» буржуазной философии.
Весьма значительное внимание концепции Юма, в том числе и в контексте формирования повестки дня немецкой классической философии уделял в ранний период своего творчества известный отечественный философ первой половины XX в. Г. Г. Шпет. По воспоминаниям А. Белого, юмовский скептицизм стал своего рода визитной карточкой Шпета в философских дискуссиях начала XX в. При этом Шпет, подобно Канту, настойчиво утверждал, что «Юма не поняли».
Б. Рассел заявлял, что взгляды Юма в некотором смысле являются в развитии философии тупиком; при попытках углубления и усовершенствования их «дальше идти невозможно».

Философия Юма, истинна ли она или ложна, представляет собой крушение рационализма XVIII века. Он, подобно Локку, начинает с намерения быть сенсуалистичным и эмпиричным, не принимая ничего на веру, но изыскивая любые указания, которые можно получить из опыта и наблюдения. Но, будучи умнее Локка, более точным в анализе и менее склонным соглашаться с противоречивыми положениями, которые иногда успокоительны, он пришёл к злосчастному выводу о том, что ничто нельзя познать путём опыта и наблюдения. Нет такого явления, как разумная вера… Фактически в последних частях «Трактата» Юм полностью забывает о своих основных сомнениях и пишет скорее так, как мог бы писать любой другой просвещённый моралист его времени; он применяет к своим сомнениям то лекарство, которое рекомендует, а именно «беззаботность и невнимательность». В этом смысле его скептицизм неискренен, так как он не проводит его на практике… Возрастание алогизма на протяжении XIX и прошедших лет XX столетия является естественным продолжением юмовского разрушения эмпиризма.
— Рассел Б. История западной философии. Юм
Особое внимание творчеству Юма-историка уделил Р. Дж. Коллингвуд, выдвинувший версию, что весь юмовский скептицизм был лишь преддверием обоснования исторического познания как особой формы познания, никак не укладывающейся в существующий на тот момент картезианский догматизм. «одним из завоеваний его философии, — пишет Коллингвуд о Юме, — было доказательство законности и обоснованности истории как типа знания, фактически даже большей обоснованности, чем большинство других форм знания, так как она не обещает дать большего, чем может, и не зависит ни от каких сомнительных метафизических гипотез». Однако, замечает он, Юм выступил на этом пути недостаточно последовательно, оставшись в глубине души человеком своей просвещенческой эпохи.
Серьёзный интерес к творчеству Юма проявлял один из крупных представителей постструктурализма и постмодернизма Жиль Делёз. В специально посвящённом Юму исследовании Делёз обращается к одной из ключевых проблем постмодернизма — проблеме конструирования фигуры автора или всё того же субъекта изнутри многообразия опыта в контексте некого исходного природного порядка, аналогичному предустановленной гармонии Г. Лейбница или целесообразности А. Бергсона.
В. Порус отмечал, что философия Юма находится не совсем в контексте проблем своего времени, то есть, классической эпохи (понятая так, она действительно может явить собой примеры скептицизма, агностицизма и солипсизма), частично она выходит уже в неклассическую эпоху. В центре внимания Юма оказывается не познание и даже не человеческая природа, а культура как основание и одного и другого. «Это философия, отличающаяся от классики XVII в., а потому её можно назвать началом поворота к неклассическим моделям культуры».

## Сочинения
Полное издание философских сочинений Юма предпринималось много раз (в Эдинбурге и Лондоне). Green и Grose специально издали собрание наиболее важных философских сочинений: «Essays and treatises on several subjects» (1875; впервые 1770); сюда входят: «Essays moral, political», «An Inquiry conc. hum. underst.», «A dissert. on the passions», «An inquiry conc. princ. of morals», «The natural history of religion». Ими же изданы особо «Treatise» вместе с «Диалогами» (1874) и «Inquiry conc. hum. underst.» (1889). Последние два произведения издал также Selby Bigge, для Clarendon Press с полезными аналитическими индексами («Treatise» — 1888, оба «Inquiry» — 1894).
На русский язык до 1917 года были переведены: «Inquiry conc. hum. und.» (перевод С. Церетели, 1902); «Наука к познанию роскоши» (перевод с французского Левченкова, 1776); «Polit. Disc.» (в книге «Д. Юм, Опыты», «Библиотека экономистов», изд. Солдатенкова, 1896); «Автобиография» (перевод с французского Ив. Маркова, 1781; переиздание в изд. Солдатенкова).

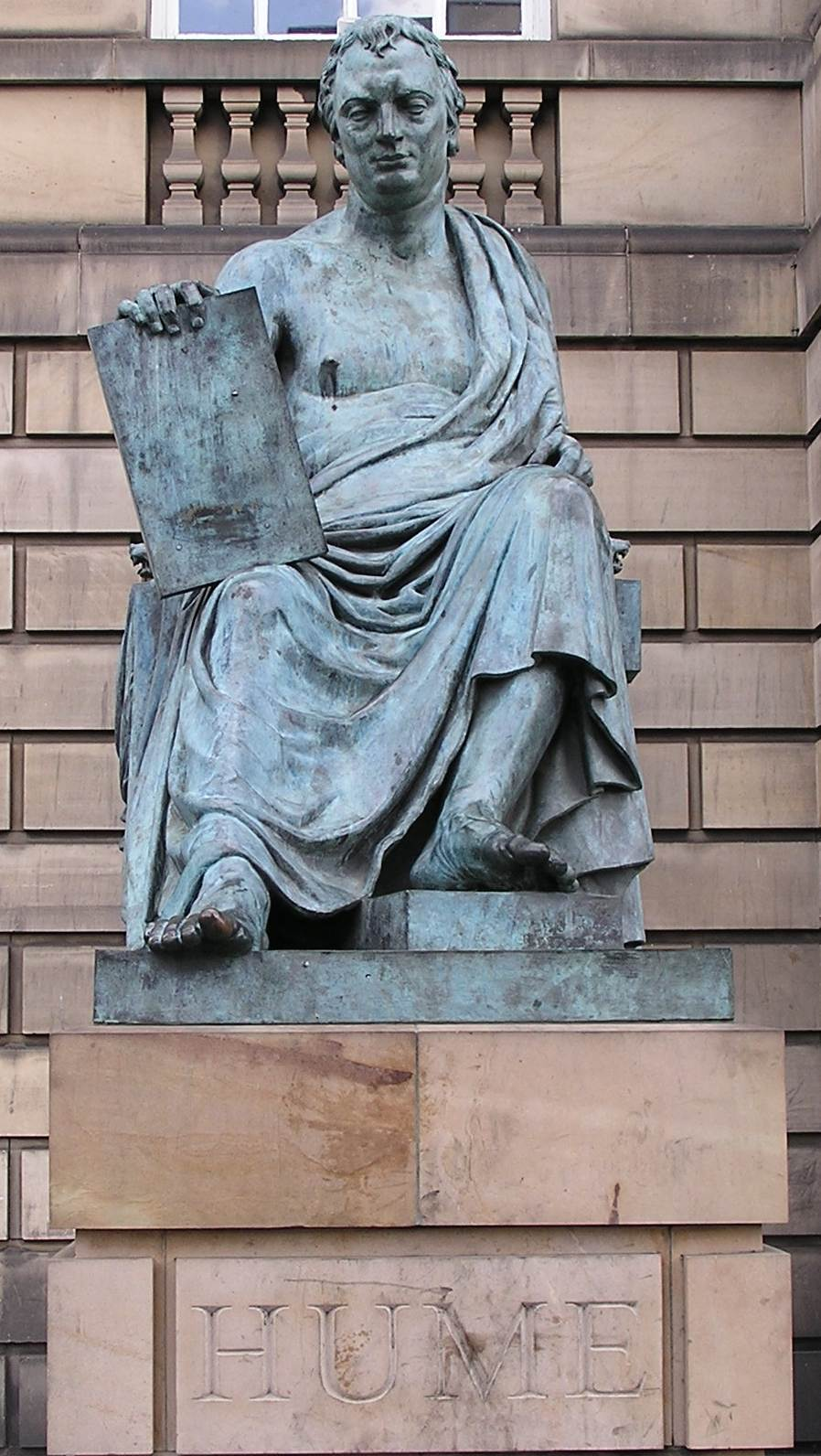
Памятник Юму в городе Эдинбурге

Собрания сочинений на русском языке после 1917 г.
- Сочинения в двух томах. Том 1. — М., 1965, 847 с (Философское наследие, Т. 9)
- Сочинения в двух томах. Том 2. — М., 1965, 927 с (Философское наследие, Т. 10).
- Сочинения в 4-х тт. — Т.1-4. — М., 2000—2006.

Отдельные произведения.
- «Трактат о человеческой природе» (1739) A Treatise of Human Nature
- Сокращённое изложение «Трактата о человеческой природе»
- «Моральные и политические очерки» (1741—1742)
- «О норме вкуса» (1739—1740) Of the Standard of Taste
- «О простоте и изощрённости стиля»
- «Об утончённости вкуса и аффекта» (1741)
- «О трагедии»
- «О том, как писать эссе» (1742)
- «О возникновении и развитии искусств и наук»
- «О совершенствовании в искусствах»
- «О красноречии»
- «О налогах»
- «О деньгах»
- «О торговле»
- «О проценте»
- «О бессмертии души»
- «Исследование о человеческом познании» (1748)
- «Диалоги о естественной религии» (1751) Dialogues Concerning Natural Religion
- «Об изучении истории»
- «Скептик»
- «Моя жизнь» (Автобиография) My Own Life
- «История Англии» (History of England)

### на русском языке
- Абрамов М. А. Шотландская философия века Просвещения. М., 2000.
- Апресян Р. Г. Смысл морали в этике Дэвида Юма // Этическая мысль. Выпуск 12. — М., 2012
- Басин Е. Я. Искусство и коммуникация: очерки из истории. Д.Юм.
- Батин В. Н. Категория счастья в этике Юма // XXV Герценовские чтения. Научный атеизм, этика, эстетика. — Л., 1972.
- Блауг М. Юм, Давид // 100 великих экономистов до Кейнса = Great Economists before Keynes: An introduction to the lives & works of one hundred great economists of the past. — СПб.: Экономикус, 2008. — С. 343—345. — 352 с. — (Библиотека «Экономической школы», вып. 42). — 1500 экз. — ISBN 978-5-903816-01-9.
- Васильев В. В. Неизвестный Юм // Вопросы философии, 2014, № 1.
- Васильев В. В. Дэвид Юм и загадки его философии // М.: УРСС, 2020. 704 с. ISBN 978-5-9710-6853-2.
- Давид Юм и современная философия. Сб. статей. — М., 2012.
- Делёз Ж. Эмпиризм и субъективность: опыт о человеческой природе по Юму. // Делёз Ж. Эмпиризм и субъективность. Критическая философия Канта. Бергсонизм. Спиноза. — М., 2001.
- Игнатенко Антонина Делёз и Юм: конец истории философии //Гефтер. 15.11.2012
- Йодль Жизнь и философия Д.Юма. В 2-х тт. — М.: УРСС, 2010.
- Каринский В. М. Юм, Давид // Энциклопедический словарь Брокгауза и Ефрона : в 86 т. (82 т. и 4 доп.). — СПб., 1890—1907.
- Каринский M. Разногласие в школе нового эмпиризма по вопросу об истинах самоочевидных // «Журнал Министерства Народного Просвещения», 1901, IV, IX.
- Касавин И. Т. Дэвид Юм. Парадоксы познания // Вопросы философии, 2011, № 3.
- Космолинская Г. А. Н. М. Карамзин и Д.Юм (К вопросу об историографической концепции Карамзина)
- Маслаков А. С. Дэвид Юм: от критики познания к новой гносеологии и этике // Философская мысль. — 2018. — № 11. — С.31-46.
- Микешин М. И. Социальная философия шотландского Просвещения. СПб.: Санкт-Петербургский центр истории идей, 2005.
- Михаленко Ю. П. Философия Давида Юма — теоретическая основа английского позитивизма XX века. — М.,1962.
- Нарский И. С. Давид Юм. — М.: Мысль, 1973. — 180 с. — (Мыслители прошлого). — 95 000 экз. Архивировано 11 августа 2014 года.
- Нарский И. С. Философия Давида Юма. — М.: Издательство Московского университета, 1967. — 358 с. Архивировано 26 мая 2011 года.
- Нуреев Р. М. Критика меркантилистской теории денег. Дж. Вандерлинт и Д. Юм // Всемирная история экономической мысли: В 6 томах / Гл. ред. В. Н. Черковец. — М.: Мысль, 1987. — Т. I. От зарождения экономической мысли до первых теоретических систем политической жизни. — С. 422—425. — 606 с. — 20 000 экз. — ISBN 5-244-00038-1.
- Юм Дейвид / Нарский И. С. // Экслибрис — Яя. — М. : Советская энциклопедия, 1978. — (Большая советская энциклопедия : [в 30 т.] / гл. ред.  А. М. Прохоров ; 1969—1978, т. 30).
- Порус В. Н. Д. Юм и философия культуры // Вопросы философии. 2012. № 2.
- Прокофьев А. В. Определения и типологии справедливости в новоевропейской этике (Локк — Юм — Смит) // Вопросы философии. 28.07.2001.
- Ротвейн Э.(Eugene Rotwein) Давид Юм (David Hume)
- Сабинина М. В. Давид Юм, его жизнь и философская деятельность. Биографический очерк // Дэвид Юм. Кант. Гегель. Шопенгауэр. Огюст Конт (Жизнь замечательных людей. Биографическая библиотека Ф. Ф. Павленкова). СПб: ЛИО Редактор, 1998.
- Тажуризина З.А.. «Естественная история религии»: развитие философского осмысления религии Дэвидом Юмом. Рабочий университет им. И.Б. Хлебникова. Дата обращения: 4 сентября 2019.
- Шпет Г. Г. История как проблема логики. Критические и методологические исследования. Материалы. В 2-х ч. / Археографическая работа И. М. Чубарова, Л. В. Фёдоровой. М., 2002.
- Шпет Г.Г. Скептицизм и догматизм Юма Психологические исследования  Appendix 2(4)
- Щедрина Т. Г., Пружинин Б. И. Давид Юм и Густав Шпет: проблема эмпиризма в историческом познании // Вопросы философии. 02.08.2012

### на иностранных языках
- The Empiricists: Critical Essays on Locke, Berkeley, and Hume. — Rowman & Littlefield, 1999. — ISBN 978-0-8476-8913-2.
- Hume, David. A Treatise of Human Nature. — John Noon, 1739.
- Albec E. A. History of English Utilitarianism. — London, 1901.
- Anderson, R. F. Hume’s First Principles. — Lincoln: University of Nebraska Press, 1966.
- Ayer, A. J. Language, Truth and Logic. — London, 1936.
- Bongie, L. L. David Hume — Prophet of the Counter-Revolution. — Liberty Fund: Indianapolis, 1998.
- Broackes, Justin. Hume, David // Ted Honderich (ed.) The Oxford Companion to Philosophy, N.Y., Oxford: Oxford University Press, 1995.
- Burton J. H. Life and correspondence of. David Hume — Edinburgh, 1846—1850.
- Compayré La philosophie de David H. — Paris.
- Daiches D., Jones P., Jones J. (eds.). The Scottish Enlightenment: 1730—1790. A Hotbed of Genius. — Edinburgh: The University of Edinburgh, 1986.
- Daiches S. Ueber das Verhältniss der Geschichtsschreibung D. Hume zu seiner praktischen Philosophie. — Leipzig, 1903.
- Einstein, A. Letter to Moritz Schlick // The Collected Papers of Albert Einstein, vol. 8A, R. Schulmann, A. J. Fox, J. Illy, (eds.) — Princeton, N.J.: Princeton University Press, 1998. — P. 220.
- Flew, A. David Hume: Philosopher of Moral Science. — Oxford: Basil Blackwell, 1986.
- Fogelin, R. J. Hume’s scepticism // The Cambridge Companion to Hume / D. F. Norton (ed.) — Cambridge University Press, 1993 — pp. 90–116.
- Garfield, Jay L. The Fundamental Wisdom of the Middle Way. — Oxford University Press, 1995.
- Giżizki Die Ethik David H.-s in ihrer geschichtlichen Stellung. — Breslau, 1878.
- Graham, R. The Great Infidel — A Life of David Hume. — Edinburgh: John Donald, 2004.
- Grimm D. Erkenntnissproblem von Baco zu Hume (1890)
- Harwood, Sterling. Moral Sensibility Theories / The Encyclopedia of Philosophy (Supplement). — N.Y.: Macmillan Publishing Co, 1996.
- Huxley Hume — London, 1879.
- Husserl, E. The Crisis of European Sciences and Transcendental Phenomenology. — Evanston: Northwestern University Press, 1970.
- Kemp-Smith N. The Phulosophu of D.Hume. L., 1949
- Kolakowski, L. The Alienation of Reason: A History of Positivist Thought. — Garden City: Doubleday, 1968.
- Meinong Al. Hume-Studien (1877-82)
- Morris, W. E. David Hume // The Stanford Encyclopedia of Philosophy (Spring 2001 Edition)/ Edward N. Zalta (ed.)
- Norton, D. F. Introduction to Hume’s thought // The Cambridge Companion to Hume / D. F. Norton (ed.) — Cambridge University Press, 1993. — pp. 1–32.
- Penelhum, T. Hume’s moral // The Cambridge Companion to Hume / D. F. Norton (ed.) — Cambridge University Press, 1993. — pp. 117–147.
- Phillipson, N. Hume. — L.: Weidenfeld & Nicolson, 1989.
- Reininger D. Kausalsproblem bei Hume und Kant // «Kantstudien». 1902. Bd. VI,4)
- Robinson, Dave, Groves, Judy. Introducing Political Philosophy. — Icon Books, 2003. ISBN 1-84046-450-X
- Spiegel, H. W. The Growth of Economic Thought. — Durham: Duke University Press, third edition, 1991.
- Stroud, B. Hume. — L., N.Y.: Routledge, 1977.
- Zimels J. D. Humes Lehre vom Glauben und ihre Entwickelung vom Treatise zur Inquiry. — Berlin, 1903.